# Télescope géant européen
Extremely Large Telescope • ELT
Pour le projet initial de télescope géant européen voir Overwhelmingly Large Telescope.
Pour les articles homonymes, voir ELT.
Le Télescope géant européen,,,,, en anglais Extremely Large Telescope (ELT ; anciennement European Extremely Large Telescope, E-ELT), est un  télescope terrestre, faisant partie de la série des trois télescopes géants en cours de construction en 2022. Développé par l'Observatoire européen austral (ESO), il doit permettre des avancées majeures dans le domaine de l'astronomie grâce à son miroir primaire d'un diamètre de 39 mètres qui collectera quinze fois plus de lumière que les plus grands télescopes existants et fournira des images quinze fois plus détaillées que le télescope spatial Hubble qui constituait la référence jusqu'à 2021.
Le télescope ELT est situé au nord du Chili, sur le Cerro Armazones (3 060 mètres d'altitude) qui fait partie de la cordillère de la Costa (Andes centrales) et à vingt kilomètres à l'est du Cerro Paranal, site des quatre télescopes du VLT de l'ESO. Pour pouvoir effectuer des percées décisives, telles que l'observation  des premières galaxies ou des exoplanètes, il sera capable de collecter quinze fois plus de lumière que le VLT, ce qui en fera le télescope le plus puissant au monde. Les premiers travaux de génie civil sur le site ont débuté en 2014 et la réalisation de la partie optique a été entamée en 2017. Son inauguration, prévue initialement en 2024, est programmée en 2027.

## Contexte

### Les raisons de l'émergence des très grands télescopes
Les motivations à l'origine de la construction d'un télescope de très grande taille sont résumées dans la première étude de l'Observatoire européen austral (ESO) réalisée sur le sujet :
- au cours de la seconde moitié du XXe siècle l'accroissement de la sensibilité des télescopes optiques est liée essentiellement (à hauteur de 80 %) aux améliorations apportées aux instruments placés aux foyers optiques et exploitant la lumière collectée. Dans la mesure où ceux-ci ont atteint une quasi-perfection, il est désormais nécessaire, pour maintenir le même rythme de progrès scientifiques, d'accroître de manière importante le diamètre des télescopes ;
- les objectifs prioritaires dans le domaine scientifique, tels que la détection et la caractérisation des exoplanètes similaires à la Terre ou l'étude spectroscopique des galaxies les plus lointaines et d'autres objets comme les supernova ou les sources de sursauts gamma, nécessitent de disposer de télescopes dont le diamètre atteint 100 mètres ou plus ;
- l'utilisation d'un miroir segmenté introduite par le Multiple Mirror Telescope permet d'envisager des miroirs de beaucoup plus grande taille. Les contraintes découlant d'un diamètre élevé relèvent désormais uniquement des domaines de la mécanique et de la cinématique. L'existence de radiotélescopes de 100 mètres et plus constitue un précédent et une source d'inspiration même si les exigences sont beaucoup moins élevées lorsqu'il s'agit d'observer les grandes longueurs d'onde ;
- l'arrivée à maturité des techniques de correction du front d'ondes, en particulier l'optique adaptative, permet aux télescopes terrestres d'accéder au domaine des hautes résolutions angulaires réservées jusque-là aux télescopes spatiaux comme Hubble.

## Historique

### Etudes préalables: le projet de télescope de 100 mètres OWL (1998-2005)

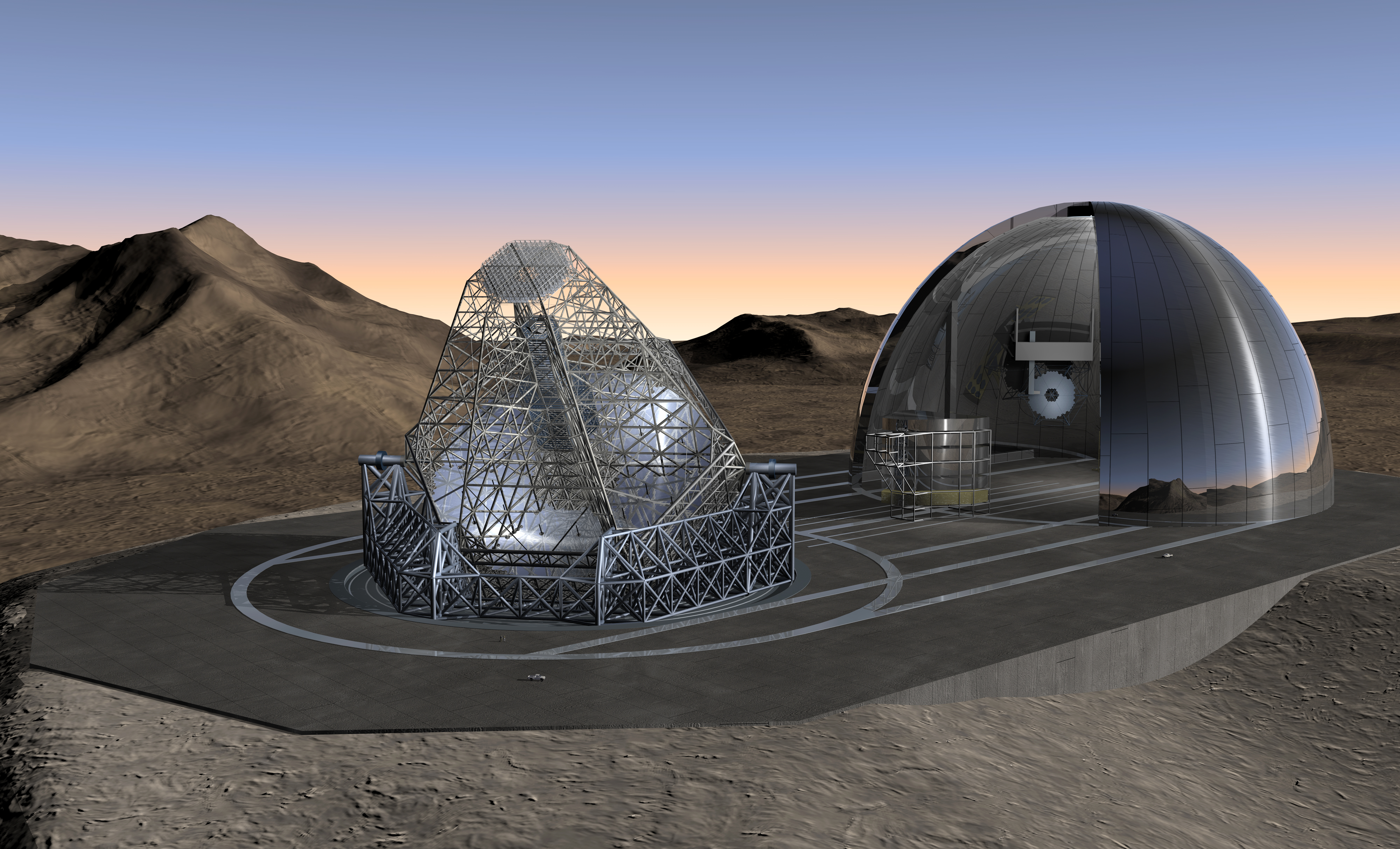
L'OWL de 100 mètres de diamètre (vue d'artiste).

À partir de 1998, l'Observatoire européen austral (ESO) mène des études de conception d'un télescope géant comportant un miroir de plus de 100 mètres de diamètre. Les premières études de faisabilité de l'Overwhelmingly Large Telescope (OWL) sont peu approfondies. Mais progressivement le projet prend de l'ampleur. En décembre 2004, le Conseil de l'ESO décide de compléter rapidement les études en cours en s'appuyant largement sur son expertise interne mais également sur l'avis des industriels et de la communauté scientifique avec comme objectif de faire évaluer le projet fin 2005 par un panel d'experts internationaux. Le télescope envisagé a un miroir primaire d'un diamètre de 100 mètres avec une surface collectrice de 6 000 m2. Au-delà de la faisabilité technique, l'objectif de l'étude est de modifier le ratio entre coût et diamètre (D) du miroir primaire régi jusque-là par une loi D2,6 (D puissance 2,6) en le faisant passer à D1,4. Le rapport d'étude du projet OWL Blue-Book est publié en octobre 2005. Il confirme la possibilité technique de réaliser un observatoire de la taille envisagée. Le panel d'experts consulté en novembre 2005 donne un avis favorable à la principale innovation technique embarquée consistant à insérer au moins un miroir adaptatif au sein du télescope. Mais la commission identifie plusieurs risques techniques : recours à un miroir M2 segmenté et à un miroir M4 fortement asphérique, système de guidage laser mal adapté à la taille du miroir. Compte tenu de ces risques et un coût (évalué à 1,2 milliard d'euros) dépassant la capacité financière de l'ESO pour une construction s'étalant sur la période envisagée (2008-2020), le panel d'experts conseille plutôt de développer un télescope de taille plus modeste, ayant un miroir d'un diamètre compris entre 30 et 60 m, considérant que la complexité et la dérive budgétaire inhérente à ce type de projet seraient mieux maîtrisées.

### Sélection d'un télescope doté d'un miroir de 39 mètres (2006)

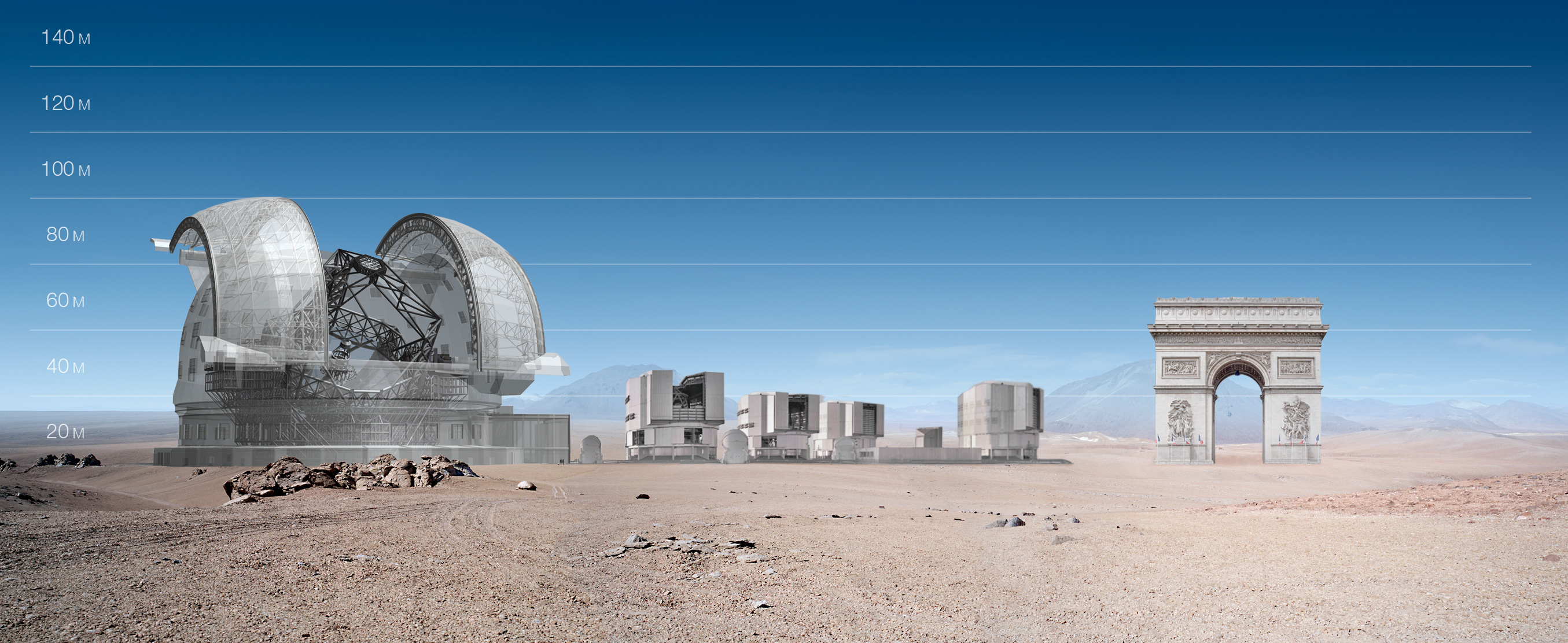
La taille de l'ELT comparée à celles du VLT et de l'Arc de Triomphe parisien.

En décembre 2005, le projet baptisé dans son nouveau format E-ELT (European Extremely Large Telescope) entre dans une phase de consultation avec la communauté astronomique internationale, visant à définir les caractéristiques détaillées du télescope. Cinq groupes de travail sont formés pour définir les différentes caractéristiques du télescope : identification des objectifs scientifiques, choix des instruments, sélection du site d'implantation, architecture du télescope et étude de l'optique adaptative. Durant l'été 2006, les rapports de chaque groupe sont remis à l'ESO. Ces rapports conseillent que l'ELT soit capable d'observer dans le domaine visible et infrarouge. Le 1 juin 2006, Jason Spyromilio est  désigné comme directeur du projet E-ELT. Le 11 décembre 2006, les membres de l'ESO décident de lancer les études préalables à la construction de l'E-ELT. Le diamètre prévu du miroir est de 39 m, pour un coût total de l'appareil estimé entre 800 millions et un milliard d'euros.

### Sélection du site (2010)

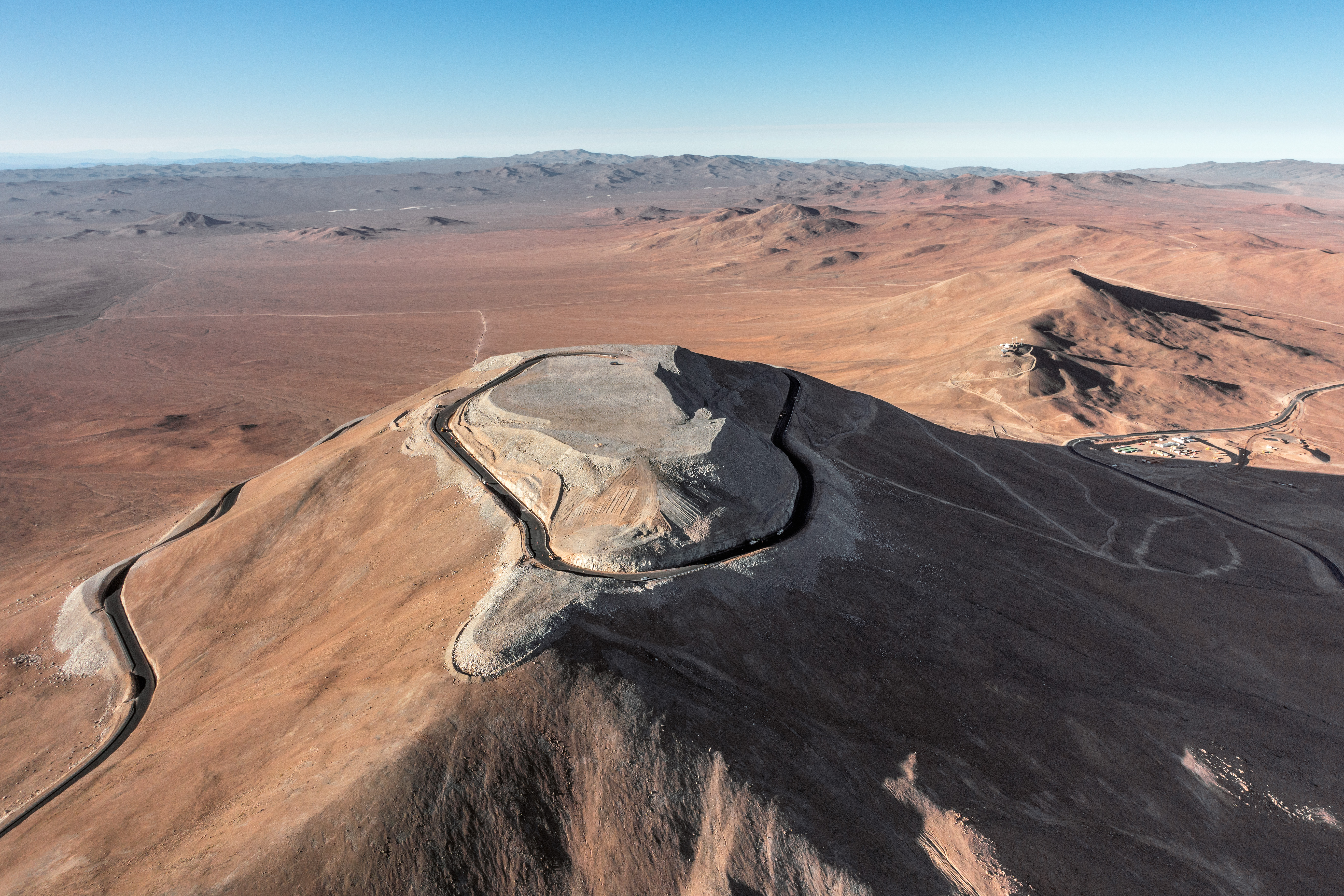
Le sommet du Cerro Armazones aplani pour accueillir l'ELT.

En mars 2010, le comité de sélection décide de construire l'E-ELT sur le sommet du Cerro Armazones à un peu moins de 3 000 mètres d'altitude. Le site est situé à une vingtaine de kilomètres du Cerro Paranal qui héberge déjà l'instrument phare de l'ESO, le VLT. Cette région située dans le désert de l'Atacama au nord du Chili se caractérise à la fois par une extrême sécheresse et une nébulosité très faible qui permet des observations de très grande qualité avec peu d'interruptions liées à la météorologie. Le site retenu avait été préempté par le passé pour la construction de l'homologue américain de l'E-ELT, le Télescope de Trente Mètres, qui a finalement retenu une implantation sur le Mauna Kea dans l'archipel d'Hawaï. Parmi les sites écartés figurent l'Observatoire du Roque de los Muchachos situé dans l'archipel des Canaries (Espagne) qui  héberge déjà de nombreux télescopes, bien que l'Espagne ait proposé de payer 25 % du coût de la construction. Le cerro Armazones est une montagne de la cordillère de la Costa située à approximativement 130 km au sud-est d'Antofagasta dans la région d'Antofagasta, dans le Nord du Chili et qui culmine à 3 064 mètres d'altitude24° 35′ 23″ sud, 70° 11′ 30″ ouest.Il existe déjà à cet endroit un observatoire géré par l'Institut d'astronomie de l'université catholique du nord et l'institut d'astronomie de l'université de Bochum. Le conseil de l'ESO, le 26 avril 2010 a sélectionné officiellement le site de Cerro Armazones,. Le 13 octobre 2011, un accord est signé entre le Chili et l'ESO pour la dotation de terrains ainsi que la création d'une zone protégée. Le lancement des travaux est programmé pour 2011 et les premières opérations sont prévues pour le début des années 2020.

### Lancement du projet (2011-2013)

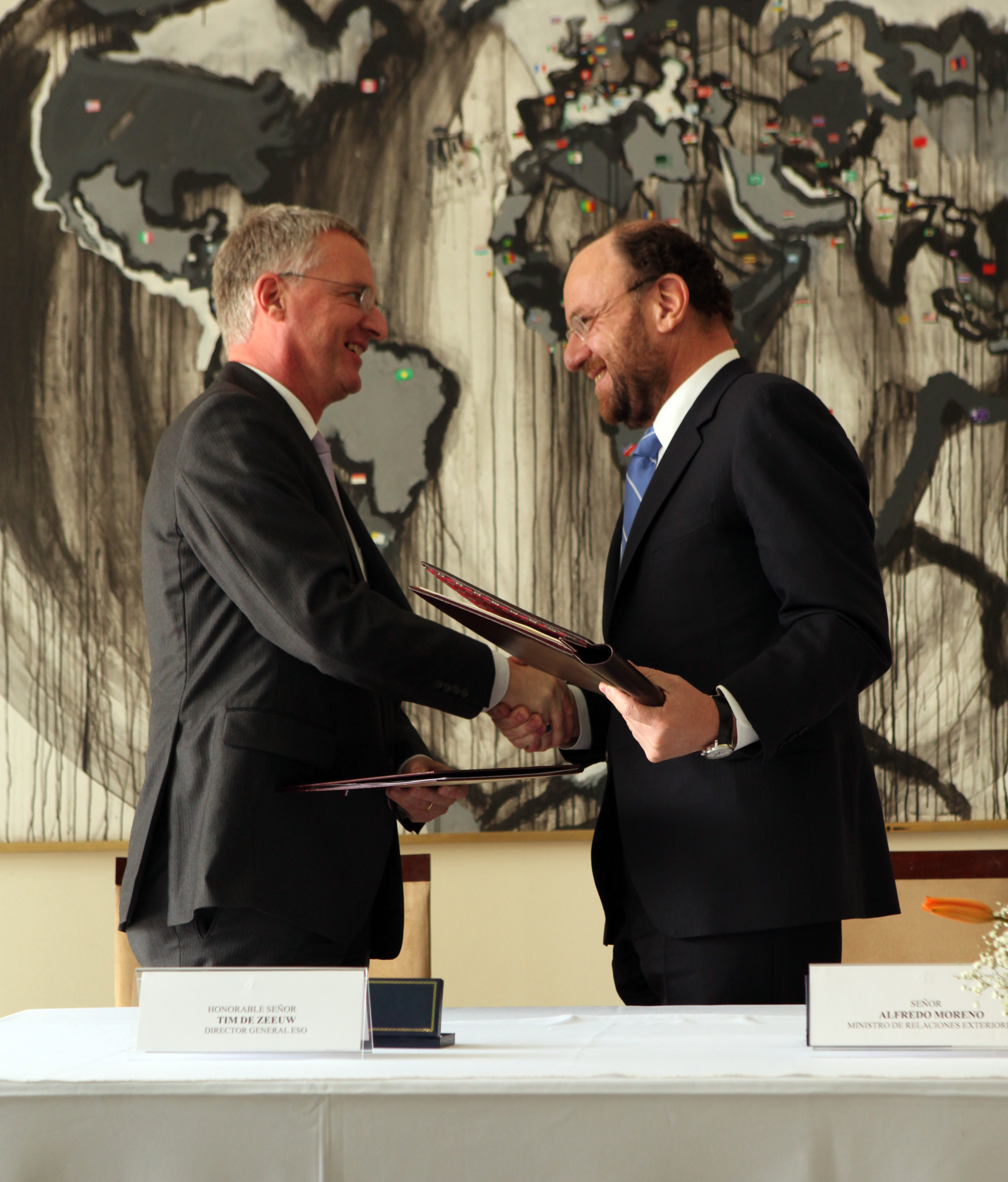
Le ministre chilien des Affaires étrangères Alfredo Moreno Charme (à droite), et le directeur général de l'ESO, Tim de Zeeuw signent l'accord portant sur la construction de l'observatoire (13 octobre 2011).

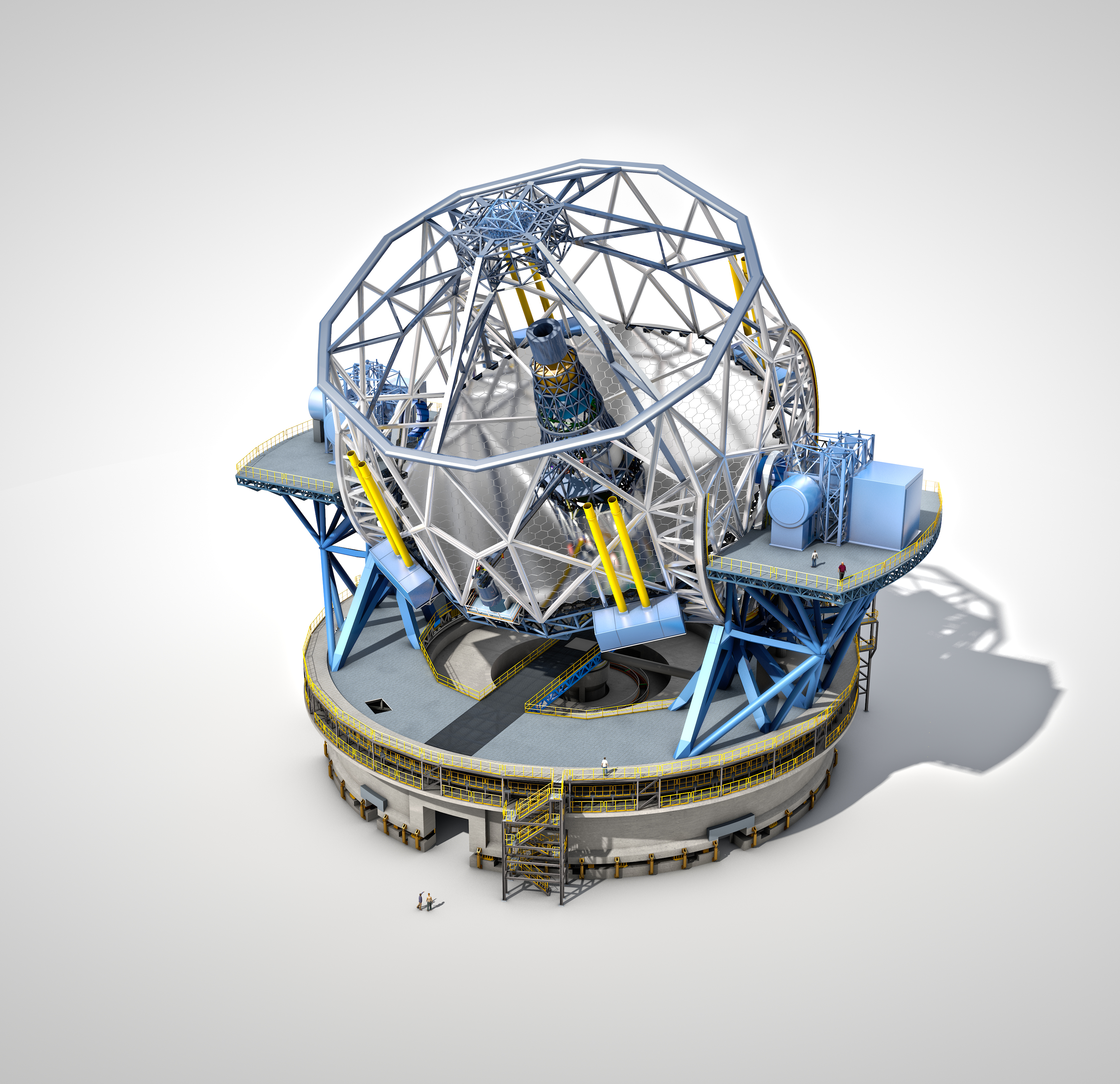
Maquette virtuelle du télescope géant. Décembre 2012.

Le 9 décembre 2011, le Conseil d’administration de l’Observatoire européen austral (Conseil de l’ESO), approuve un budget qui permet de financer la réalisation de la route conduisant au site de l’E-ELT au Cerro Armazones et du début de la réalisation de certains composants optiques complexes. La décision a été précédée par la signature d'un accord entre l'ESO et le gouvernement chilien portant sur la donation du terrain occupé par le futur télescope et une concession à long terme pour établir une zone protégée autour de celui-ci et le soutien du gouvernement chilien pour l'installation de l'observatoire. Le 11 juin 2012 le Conseil de l'ESO entérine, lors de sa réunion à Garching, la construction de l'E-ELT et de son premier lot d'instruments. Les travaux de construction de la route et de nivellement débutent cette année-là. Le 28 octobre 2013, le président du Chili, Sebastián Piñera remet les documents juridiques  signés qui officialisent le transfert à l'ESO, de 189 km² de terres situées autour du Cerro Armazones pour la construction de l'E-ELT. Par ailleurs 362 km² de terres alentour sont concédées à l'ESO pour une période de 50 ans dans le but d'y interdire toute pollution lumineuse et activité minière.
La construction par la société chilienne IFACAL de la route menant au sommet du Cerro Armazones débute en mai 2014. Ce chantier doit durer 16 mois. Les travaux de nivellement du sommet dans le but de créer la plateforme de 150 × 300 m qui doit accueillir l'observatoire et ses annexes débutent en juin 2014. Au total 220 000 m3 de roches doivent être déplacées. Le conseil de l'ESO se réunit le 4 décembre 2014 alors que le budget alloué à la construction de l'E-ELT (1 083 millions d'euros 2012) n'est financé qu'à hauteur de 71 %. Or l'ESO a une règle qui nécessite que plus de 90 % du budget soit débloqué pour que les travaux de plus de deux millions d'euros soient lancés. L'ESO est notamment en attente de la finalisation de l'adhésion de la Pologne (qui doit porter la part financée à 78 %) et du Brésil qui doit contribuer au budget de l'ESO à hauteur de 190 M€ pour les dix années suivantes mais dont la phase de ratification prend du retard. Pour tenir l'échéance de 2024, l'ESO décide en décembre de décomposer la livraison du télescope en deux phases dont la première porte sur un périmètre réduit permettant de lancer les travaux en respectant la règle budgétaire des 90 %. Les éléments suivants sont reportés à la phase II :
- 210 des 798 segments de miroir formant le miroir primaire. Les miroirs repoussés en phase II forment les cinq rangées internes ;
- 133 segments de miroir qui doivent servir de pièces de rechange afin de permettre l'entretien continu du miroir primaire ;
- deux des six lasers utilisés par l'optique adaptative ainsi que le module LTAO qui doit contribuer aux performances des instruments METIS et HARMONI ;
- une des stations pré-focales.

### Construction du télescope et de ses instruments (2014-2027)

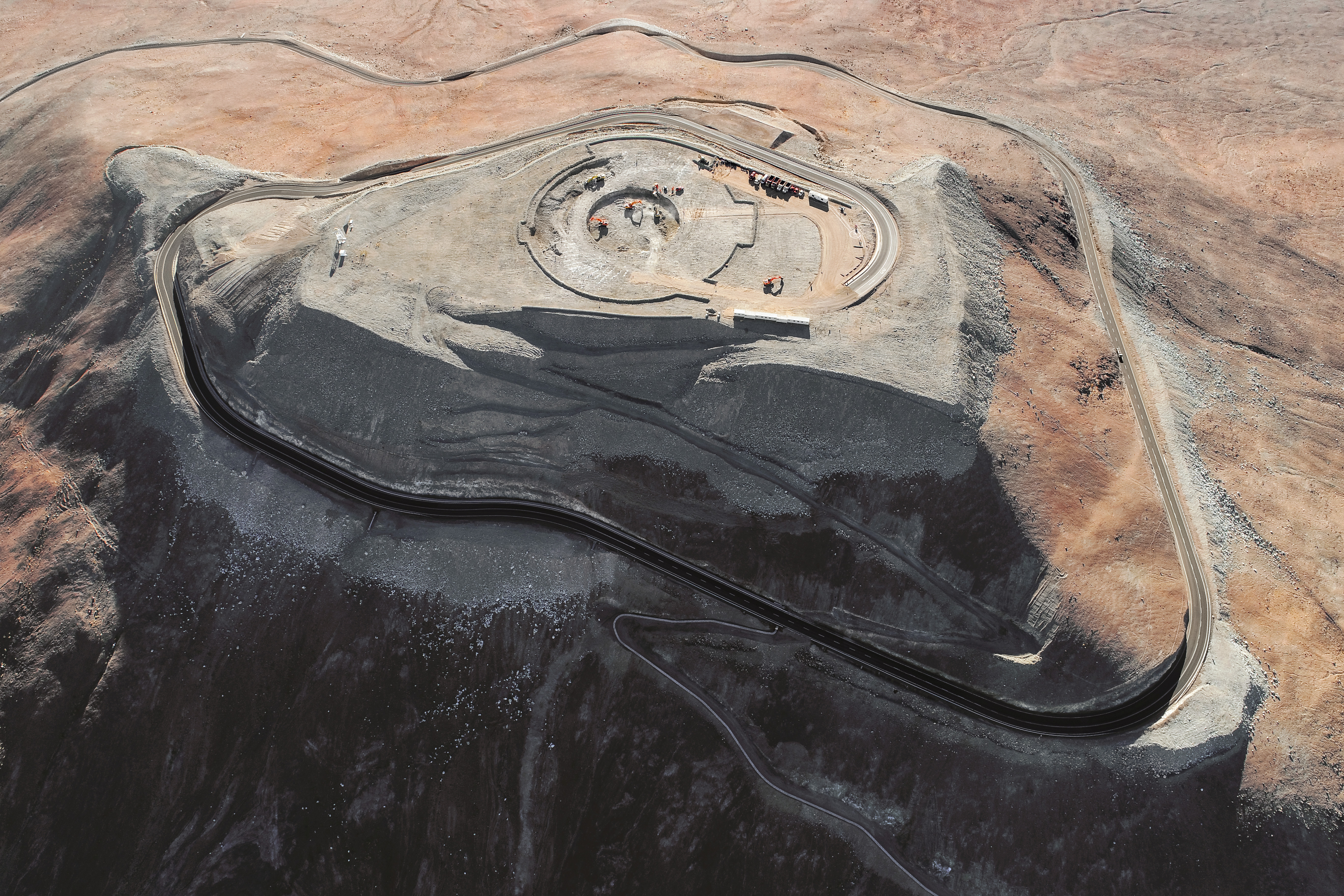
Travaux des fondations de l'ELT, juillet 2018.

#### Début des travaux (2014)
Les travaux de terrassement de la plateforme de l'observatoire sur le Cerro Armazones débutent le 19 juin 2014. Le conseil de l'ESO, suivant les recommandations des comités techniques et financier, sélectionne en juillet 2015 trois instruments (MICADO, HARMONI et METIS) et un système d'optique adaptative (MORFEO) qui seront disponibles à l'entrée en service du télescope et dont le développement doit être lancé. En mai 2016 le marché de travaux est attribué  pour le gros œuvre ainsi que pour toute la partie structure métallique et le dôme au groupement d'entreprises italiennes Astaldi  et Cimolai SpA,. La première pierre du futur télescope est posée de manière symbolique le 26 mai 2017 par la présidente du Chili Michelle Bachelet. La réalisation de l'optique est confiée en mai 2017 à la société allemande Schott et à la société française Reosc. En mai 2018 débute le coulage du béton des fondations des bâtiments.

#### Décalages de la date de mise en service (2018-2021)

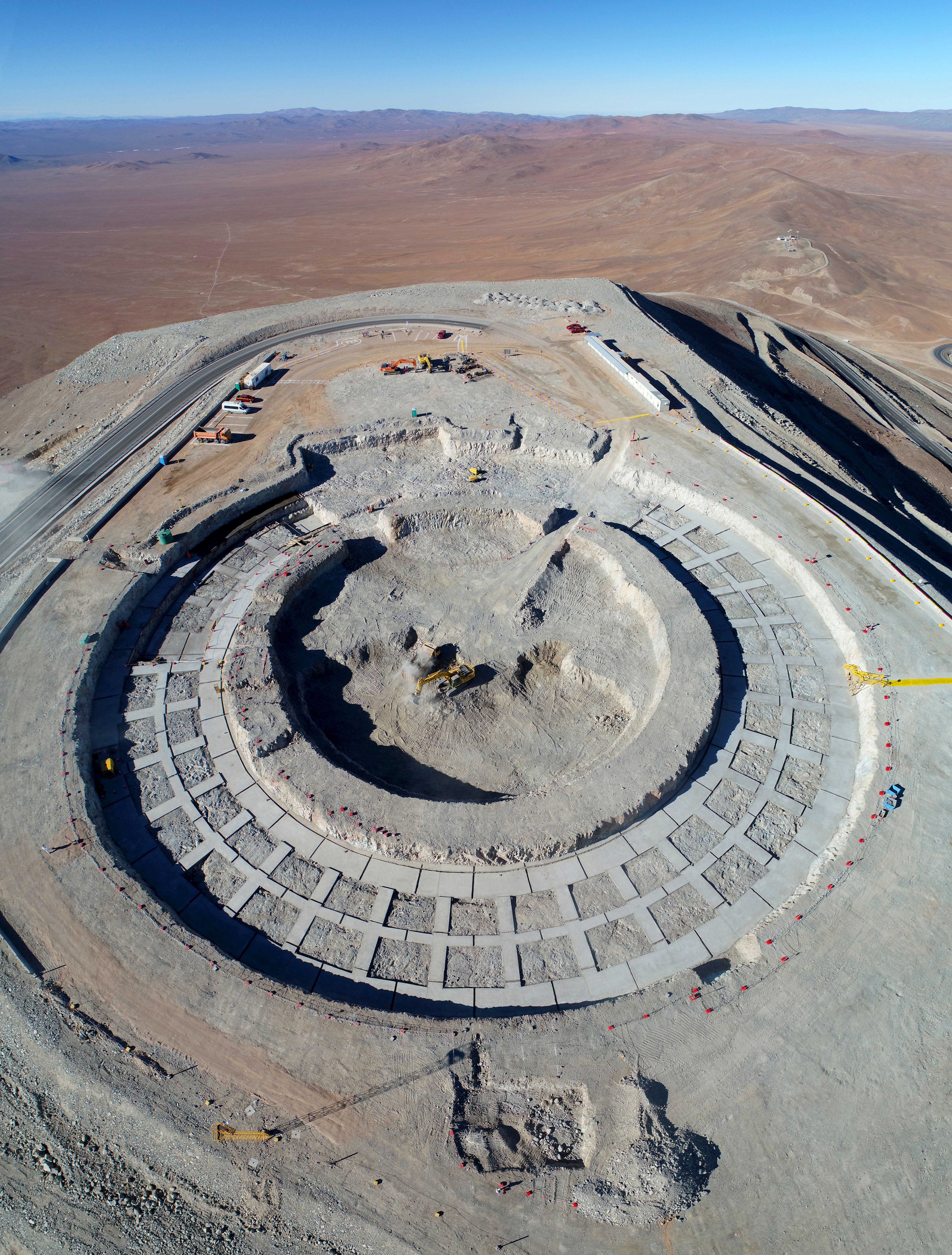
Construction, octobre 2018

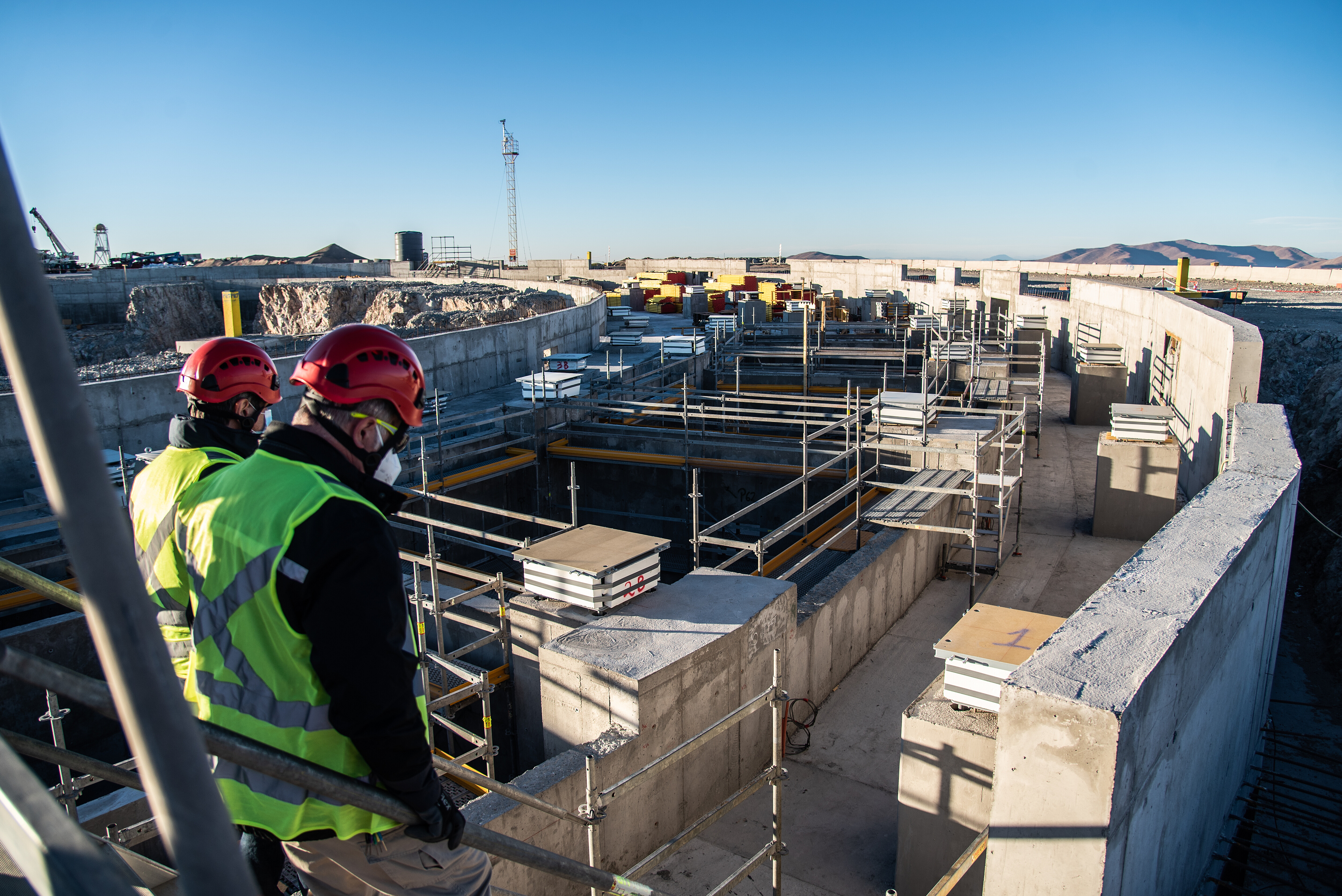
2021.

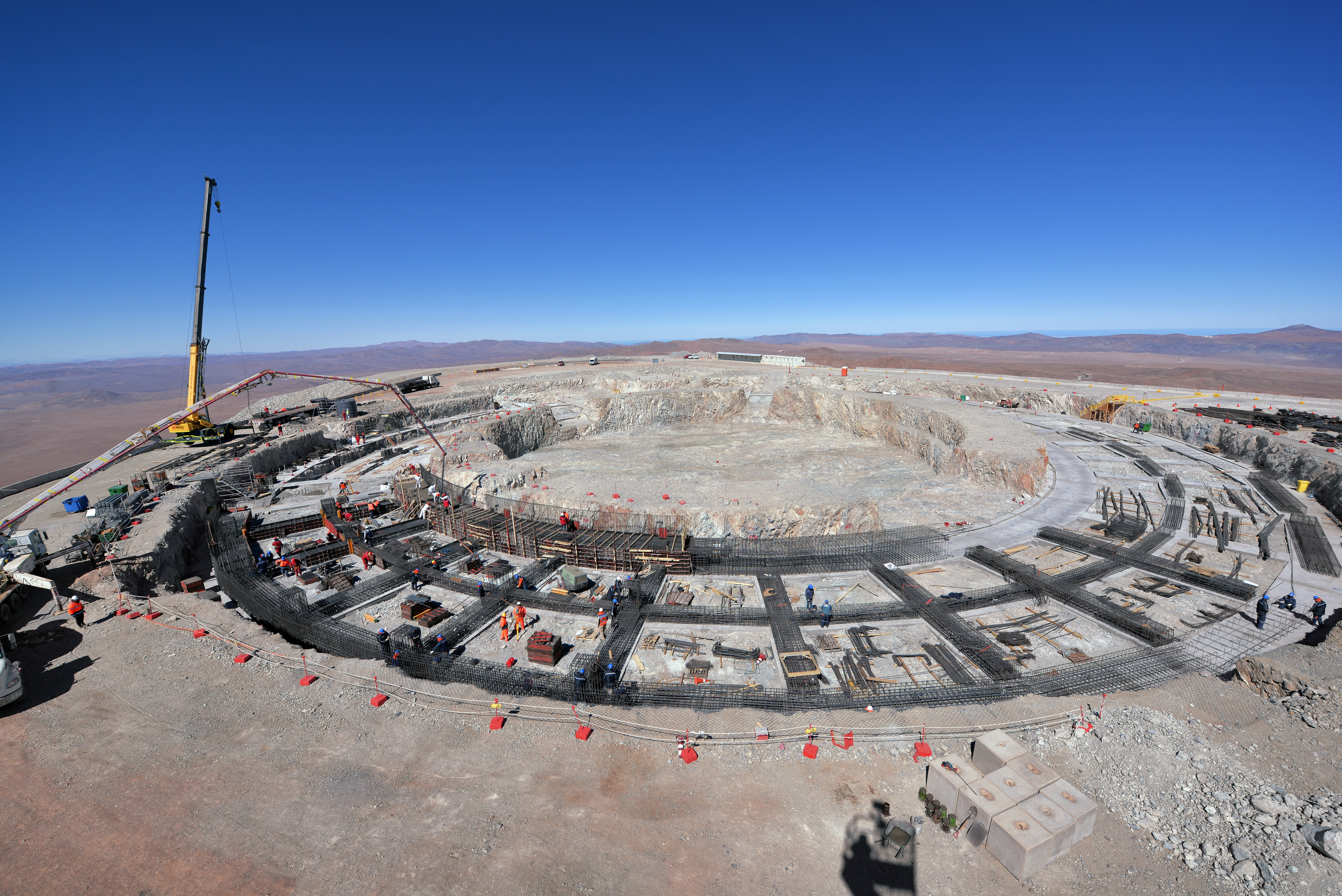
septembre 2019
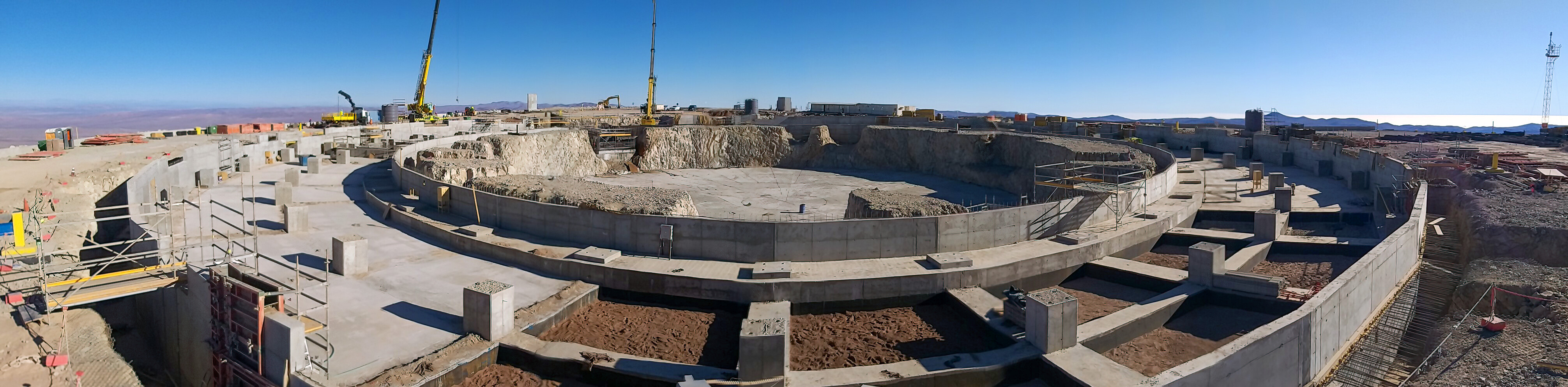
2020

En décembre 2018 l'ESO, après avoir évalué l'avancement du projet, repousse d'un an la date de mise en service de l'ELT qui est désormais fixée à fin 2025. La pandémie de covid-19 ralentit considérablement les travaux en 2020. Le chantier sur le site est complètement arrêté et les travaux ne reprennent réellement qu'à partir de mi-2021.
En conséquence la date de la première lumière est de nouveau repoussée à début 2027 avec des premières observations scientifiques planifiées en septembre 2027.
En juillet 2023, cette première lumière est reportée une nouvelle fois, en 2028.
Le conseil de l'ESO révise en décembre 2020 le budget de l'ELT en l'augmentant de 10% ce qui le porte à 1,3 milliard d'euros. Cette enveloppe révisée permet de réaliser les deux phases prévues en 2014 permettant ainsi de disposer d'un ELT complètement opérationnel dès son démarrage : il comprend la réalisation de la deuxième station préfocale, deux guides laser supplémentaires, l'équipement permettant de surveiller l'atmosphère et un petit bâtiment technique.

#### En 2022

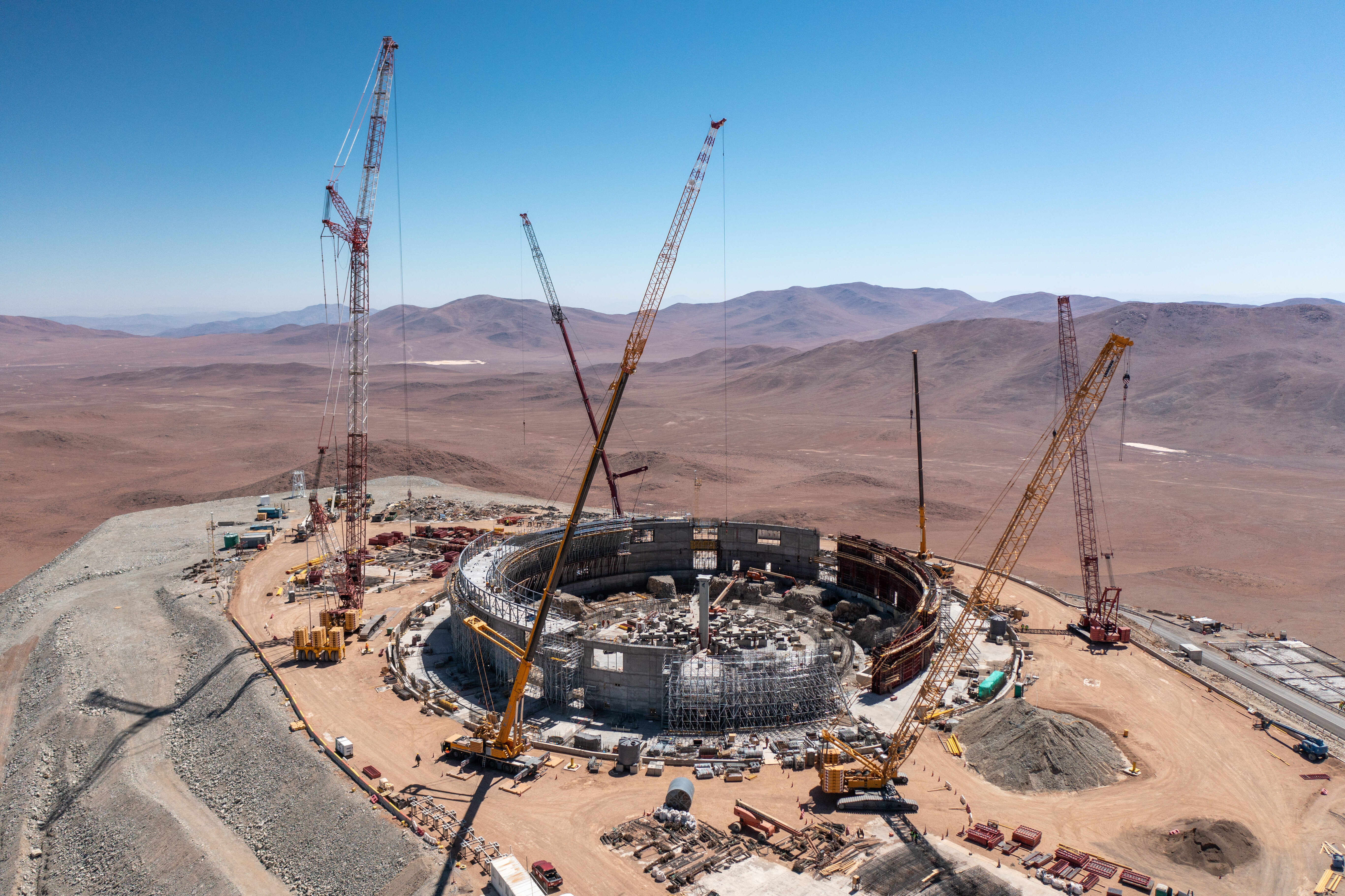
Le socle en béton sur lequel doit reposer le dome est en voie d'achèvement en novembre 2022.

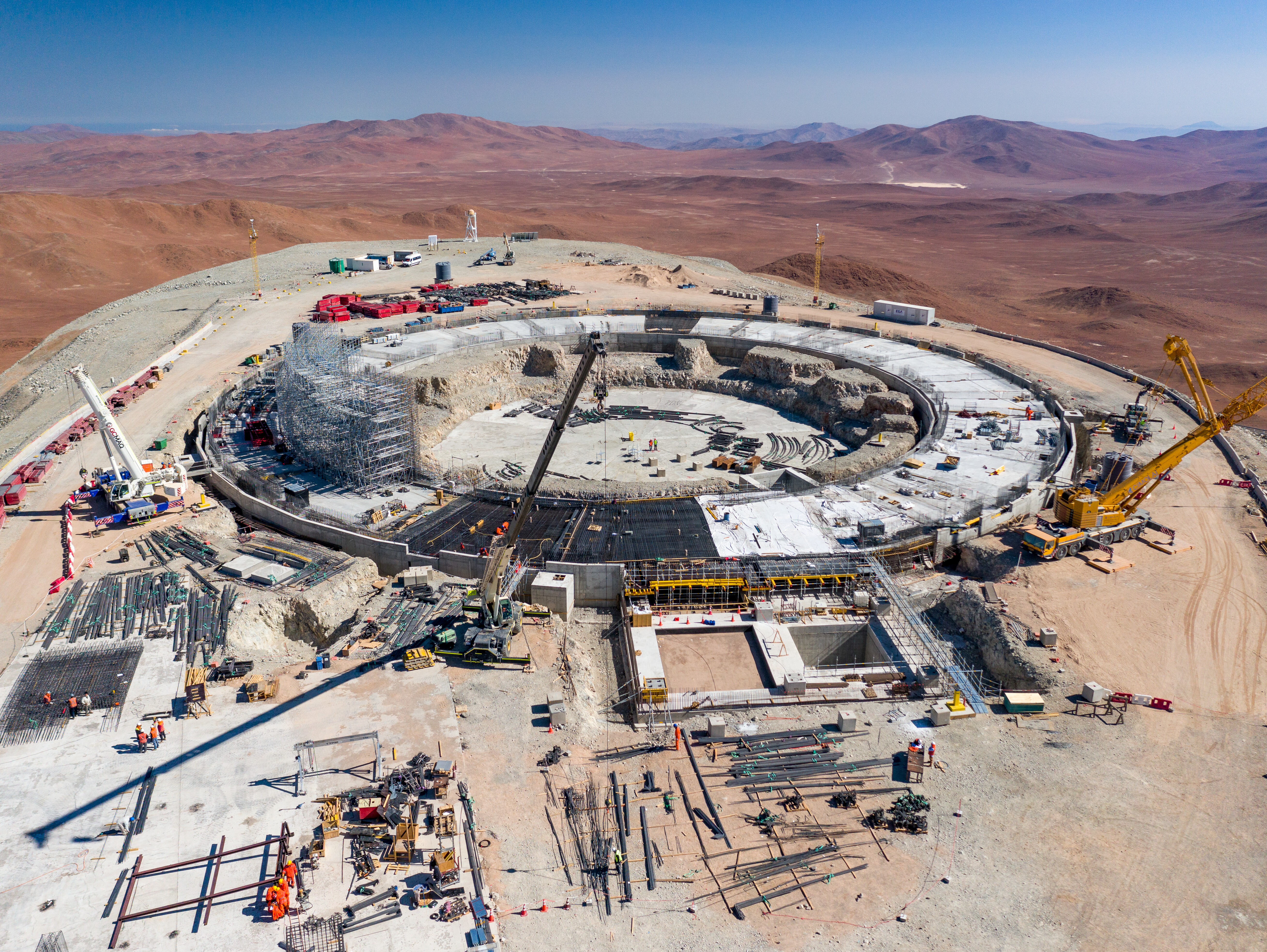
2022

Les fondations en béton de l'ELT sont achevées début 2022. Le socle en béton du dôme est en voie d'achèvement fin 2022.

#### En 2023

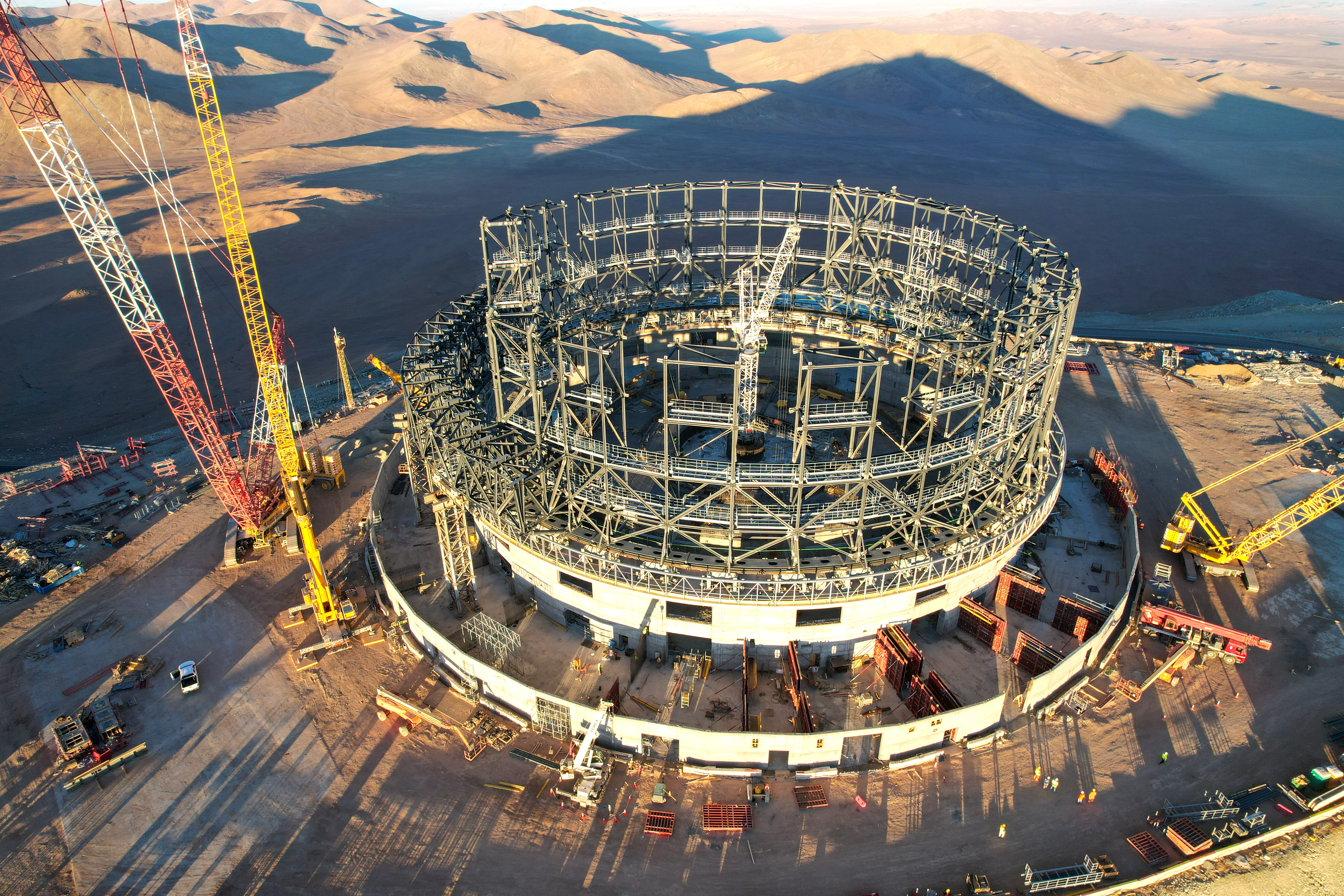
Avancement des travaux en juin 2023.

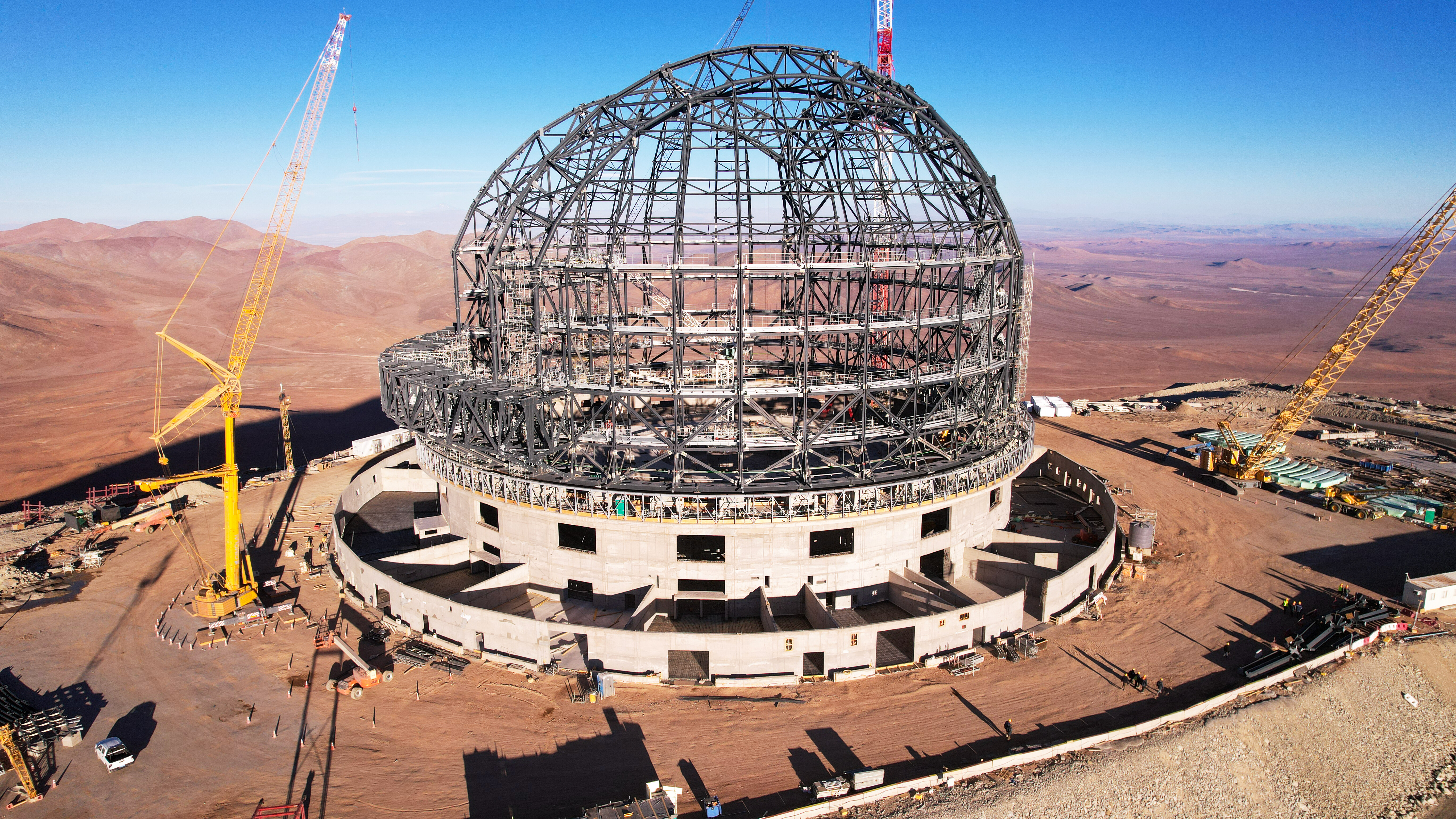
Avancement en octobre 2023.

Début du polissage des segments du miroir primaire. Le 11 juillet, l'ESO indique que le projet est à présent arrivé à mi parcours.

#### 2023-2024

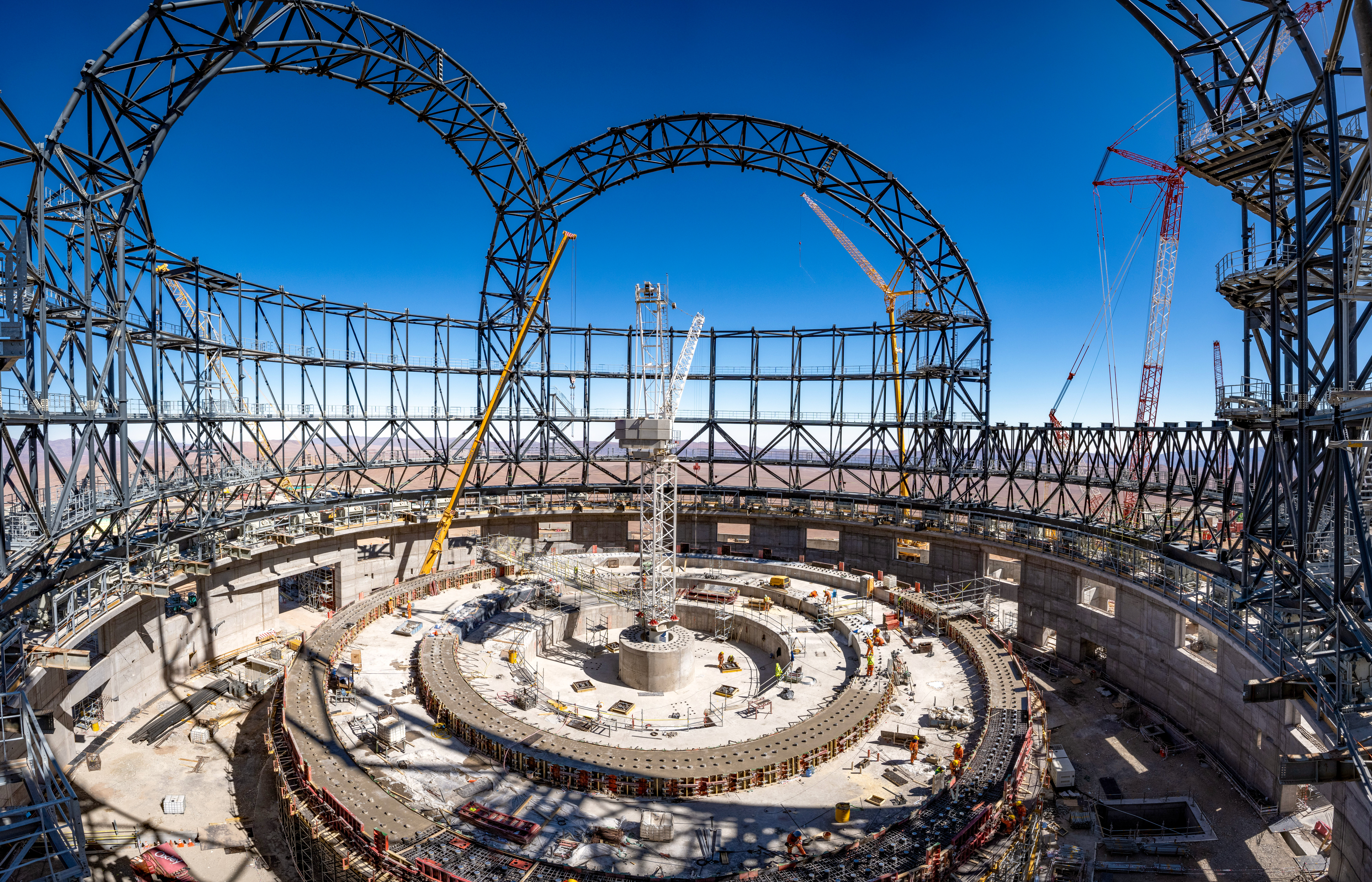
Coupole ELT, aout 2023
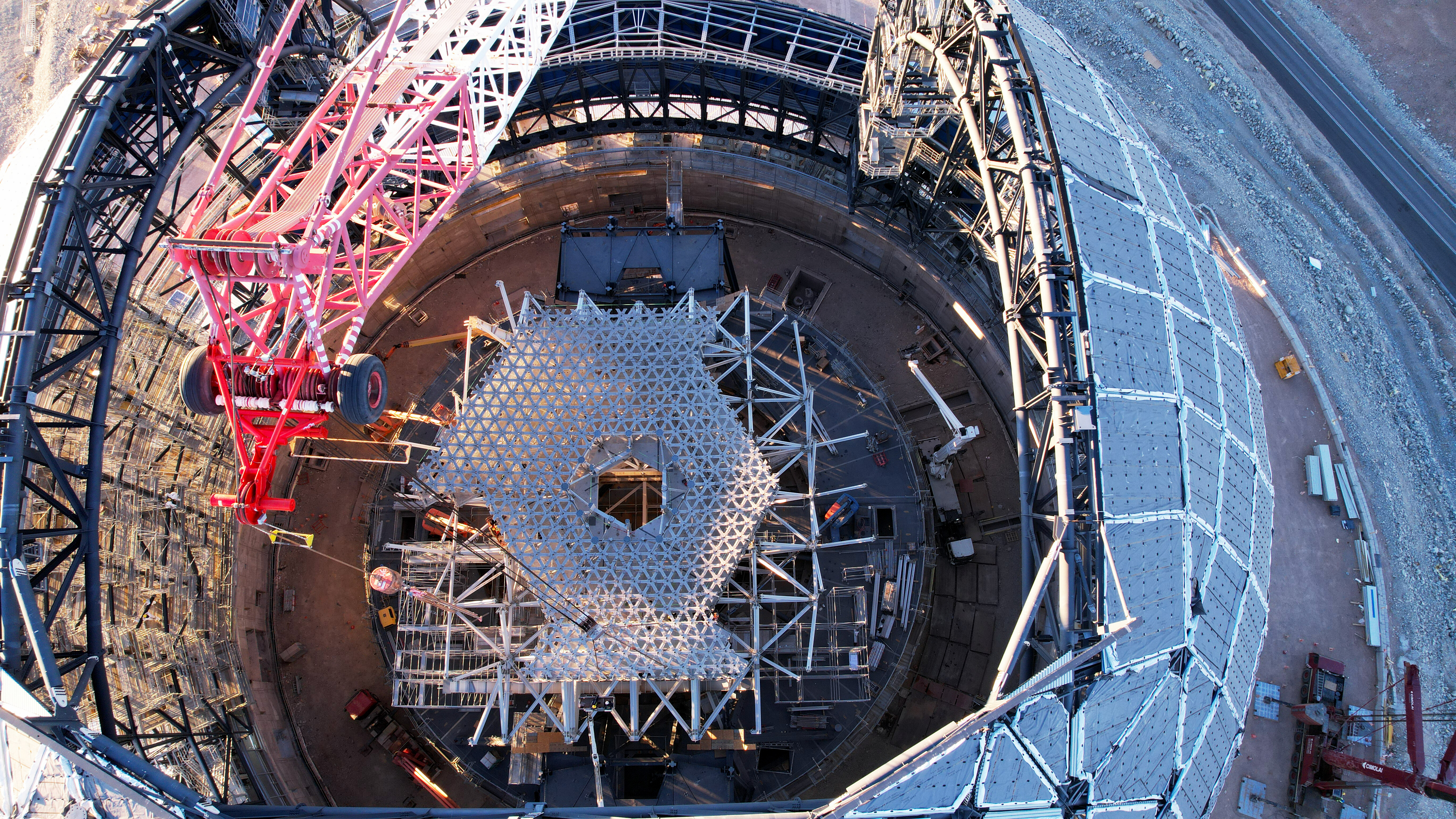
Miroir primaire M1 dans la Coupole ELT, juillet 2024

#### Depuis 2025

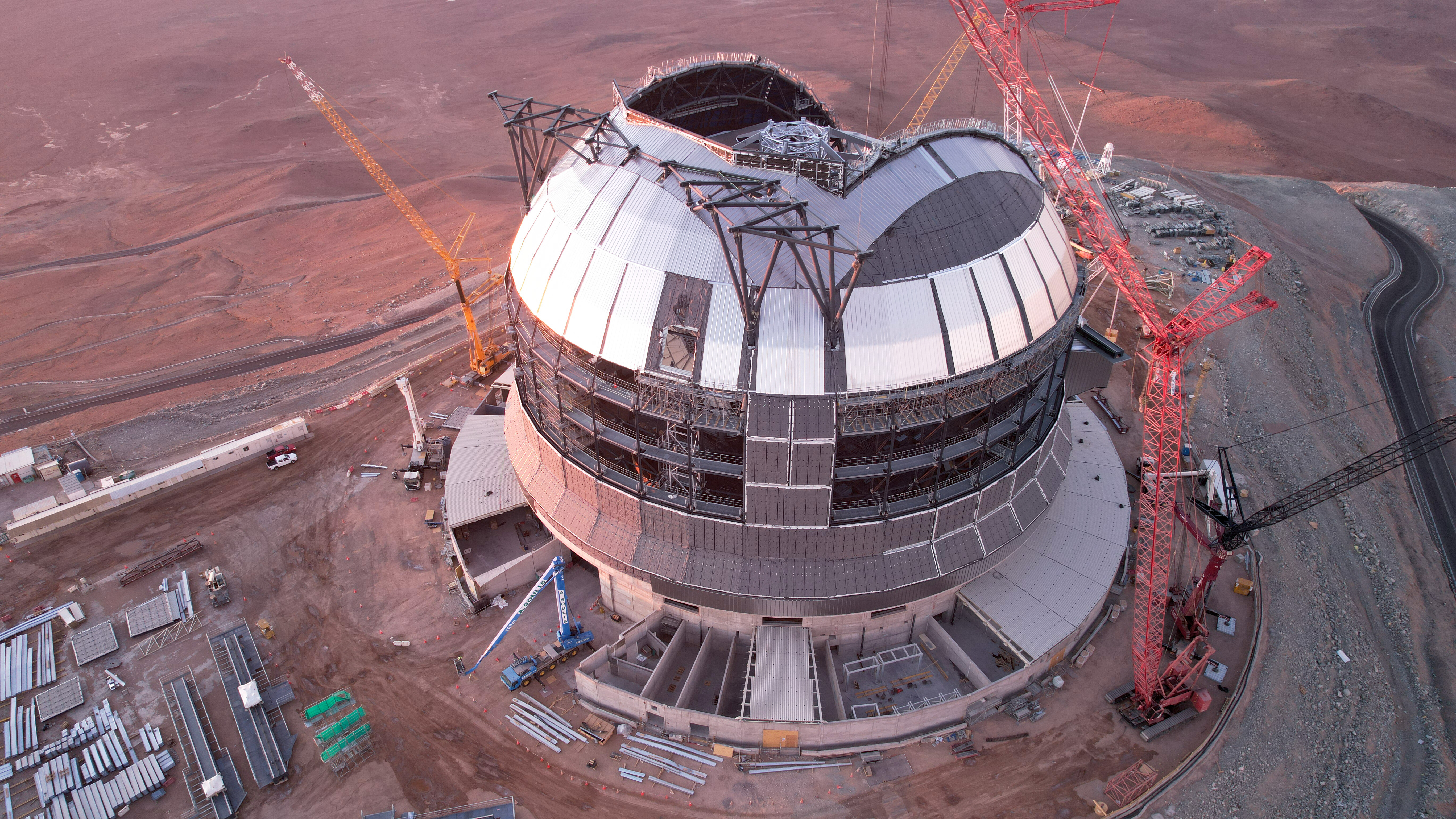
janvier 2025

#### Planning prévisionnel (sujet à modifications)
Courant 2025, les principaux jalons du planning sont les suivants :
- 2025 : achèvement de la réalisation du miroir secondaire M2,
- 2026 : 
  - achèvement du dôme,
  - achèvement de la structure du télescope,
- 2027 : 
  - achèvement de la réalisation du miroir M3,
  - achèvement de la réalisation du miroir adaptatif M4,
  - achèvement de la réalisation du miroir adaptatif M5,
  - installation des segments du miroir primaire,
- 2028 :
  - première lumière (technique),
  - observations scientifiques destinées à vérifier les capacités du télescope.

## Objectifs scientifiques

Comparaison de la surface des miroirs primaires des principaux télescopes.

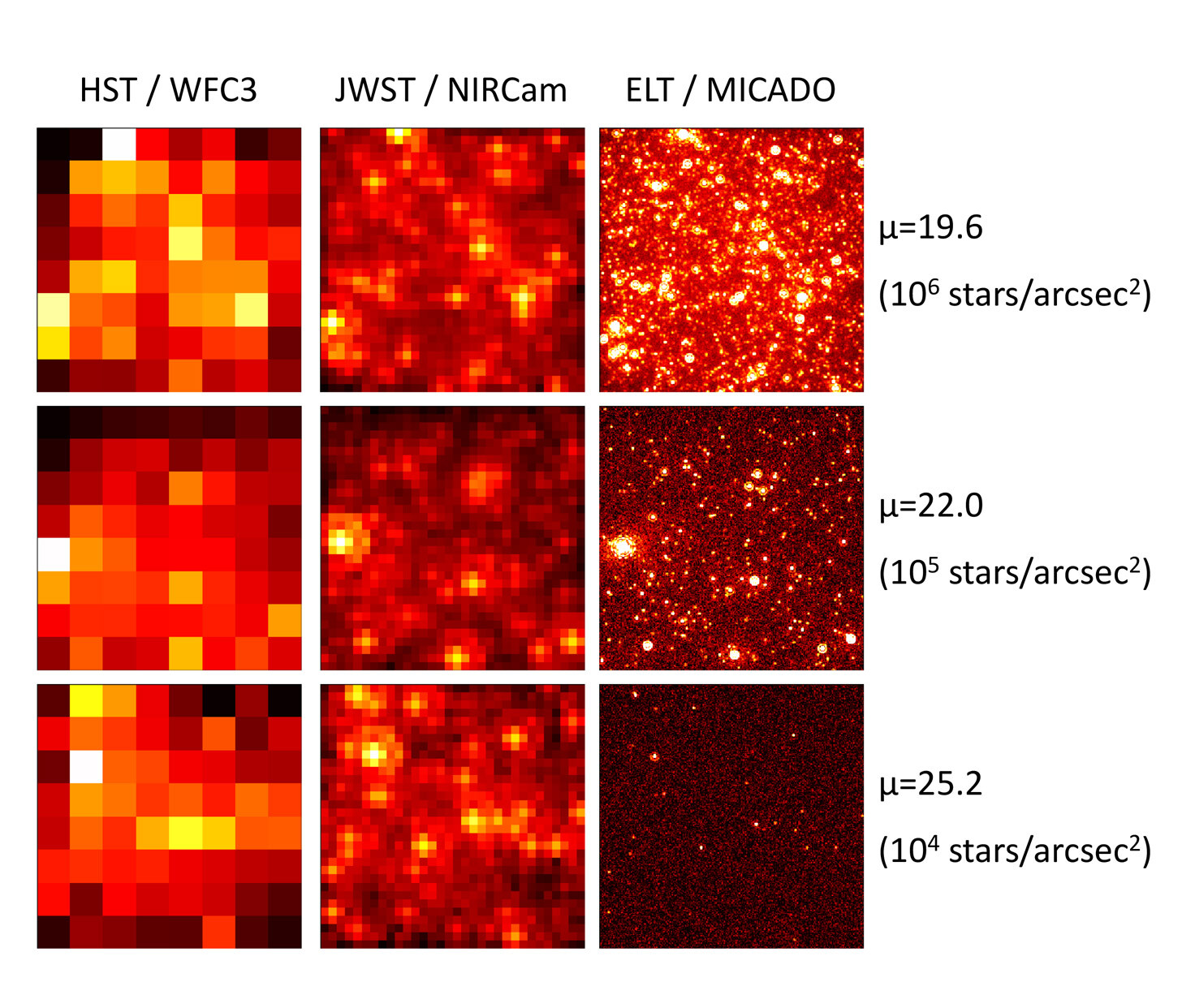
Comparaison des images obtenues par les caméras WFC3 du télescope spatial Hubble, NIRCam du télescope spatial James Webb et MICADO de l'ELT, WF pour trois densités stellaires.

L'ELT va contribuer à fournir des éléments de réponse à de nombreuses questions nécessitant des performances supérieures à celles des instruments existants : 
- l'ELT a une résolution quatre fois supérieure au Grand télescope des îles Canaries[30], dont le miroir possède un diamètre de 10,40 m[31], ce qui doit lui permettre d'obtenir des images directes d'exoplanètes (c'est-à-dire parvenir à distinguer la lumière émise par la planète de celle émise par l'étoile) et d'analyser leur atmosphère permettant de détecter la présence éventuelle de vie à travers la présence et la proportion de certains gaz. Le télescope permet de mesurer des changements de vélocité d'une étoile de 1 cm/s ce qui est suffisant pour détecter la présence de planètes de la taille de la Terre dans la zone habitable[32] ;
- physique fondamentale : vérification du modèle de la matière noire par une mesure directe des variations du décalage vers le rouge : l'EELT peut  mesurer la variation de 10 cm/s prédite par la théorie pour les galaxies lointaines au bout de 10 ans[33] ;
- physique fondamentale : vérification de l'uniformité des constantes cosmologiques[34] ;
- trous noirs : les capacités d'observation de l'ELT du centre galactique et du trou noir supermassif qui s'y trouve (position des étoiles avec une précision de 50 à 100 microsecondes d'arc, vitesse radiale à 1 km/s près) doit permettre d'observer des étoiles beaucoup plus proches des trous noirs circulant à des vitesses atteignant 0,1 C ce qui permettra de vérifier certaines observations prédites par la théorie de la relativité générale[35] ;
- trous noirs : vérification de la présence de trous noirs de taille intermédiaire au sein des amas du Sous-groupe local[36] ;
- formation des étoiles et des systèmes planétaires[37] ;
- cycle de vie des étoiles : contributions à la formation de la matière[38] ;
- étude des événements violents liés à la mort des étoiles géantes au début de la formation des galaxies (décalage vers le rouge de 4)[38] ;
- population stellaire des galaxies : analyse chimique des étoiles de groupes galactiques voisins[39] ;
- étude de la distribution de la masse des étoiles : recensement statistique des étoiles de faible masse[40] ;
- fin des Âges sombres - processus de réionisation : rôle des premières galaxies[41] ;
- détermination du déroulement typique de la formation des étoiles dans les différents types de galaxie[42] ;
- mesure des interactions entre le milieu intergalactique et les galaxies[43].

## Le site de l'observatoire

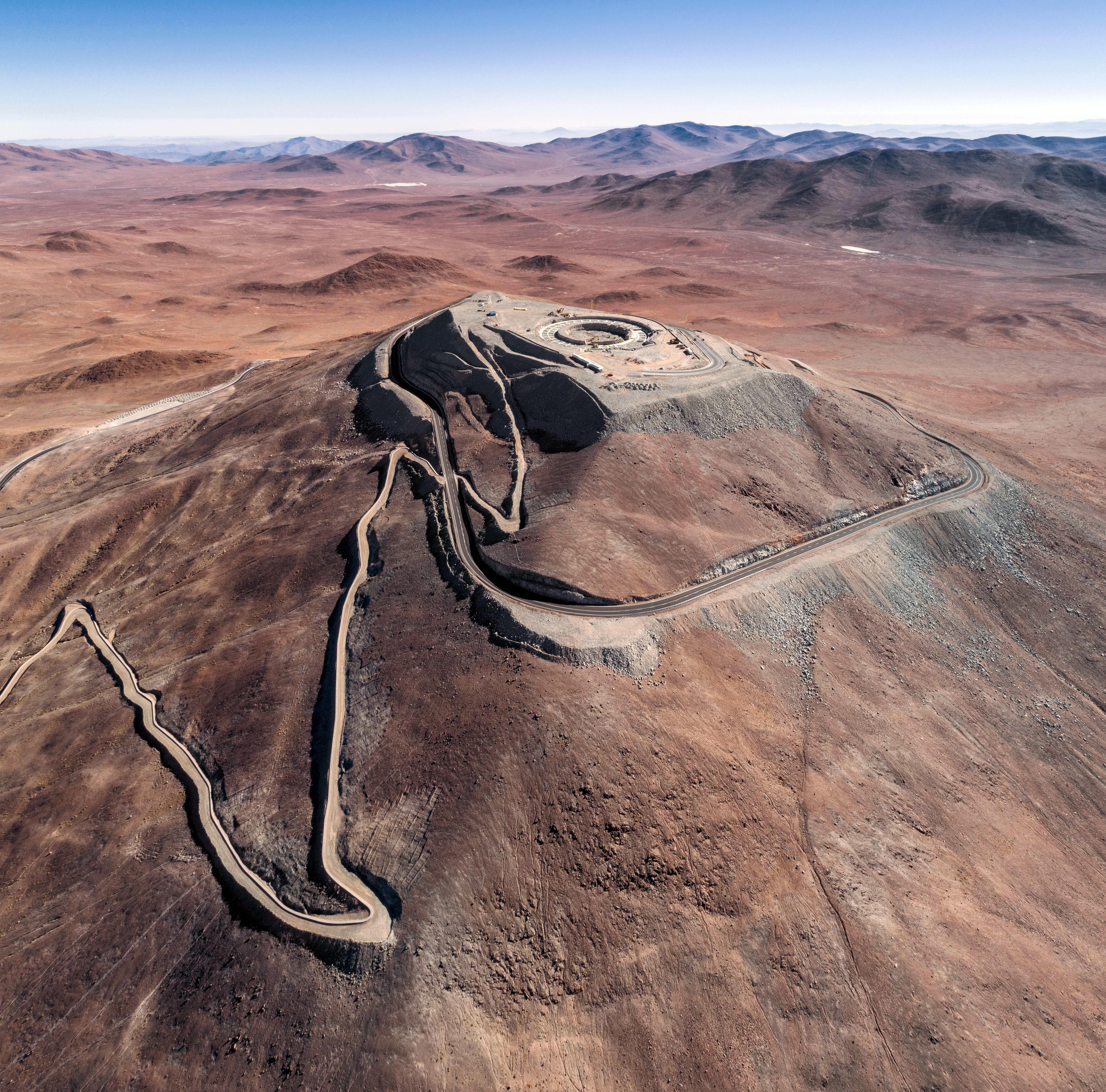
Site de construction de l'ELT dans le désert d'Atacama (Chili).

L'ELT est édifié au sommet du Cerro Armazones, une montagne culminant à 3 060 mètres située dans la partie centrale du désert d'Atacama au nord du Chili. Le site se trouve à environ 130 km au sud du port d'Antofagasta (la seule grande ville de la région) et à environ 20 km du Cerro Paranal où a été construit l'instrument optique le plus important de l'ESO, le VLT. Les caractéristiques climatiques du site en font un lieu particulièrement propice aux observations astronomiques. Le climat est sec avec des précipitations moyennes de 100 mm par an et une humidité relative moyenne de 15 %. Ces conditions permettent de bénéficier de 320 nuits claires par an. Le vent souffle essentiellement du nord et quasiment jamais de l'est et sa vitesse moyenne est de 7 m/s. La température de l'air est comprise entre -15 et + 25 °C. La température nocturne moyenne est de 9 °C avec des variations saisonnières moyennes  de  +/- 1,5 °C. La différence moyenne entre les températures de jour et de nuit est de 4 °C. De nuit, la température varie en moyenne de 0,3 °C par heure sur une période de 10 heures.
Plusieurs autres sites ont été étudiés par le comité de sélection :
- l'observatoire du Roque de los Muchachos situé dans l'île de La Palma dans l'archipel des Canaries (Espagne) ;
- l'observatoire du Teide à Izana dans l'île de Tenerife également dans l'archipel des Canaries ;
- Aklim dans l'anti-Atlas au Maroc ;
- Macon au nord-ouest de l'Argentine.

Plusieurs de ces sites bénéficient de conditions d'observation quasiment aussi bonnes que celles du Cerro Armazones. Deux facteurs ont joué en faveur de ce dernier : d'un point de vue logistique la possibilité d'une gestion intégrée du télescope avec le VLT situé à proximité immédiate et sur le plan scientifique la synergie avec les autres grands instruments de l'ESO installés dans la région : ALMA et le VLT.
La réalisation de l'ELT nécessite la construction d'une route reliant le réseau routier existant en haut du Cerro Armazones, la création d'une tranchée permettant de faire passer différentes conduites et le nivellement du sommet de manière à créer une plateforme de 150 mètres sur 300 mètres qui doit accueillir l'observatoire et ses annexes. Le sommet est abaissé de plusieurs dizaines de mètres et 220 000 m³ de roches sont déplacées.

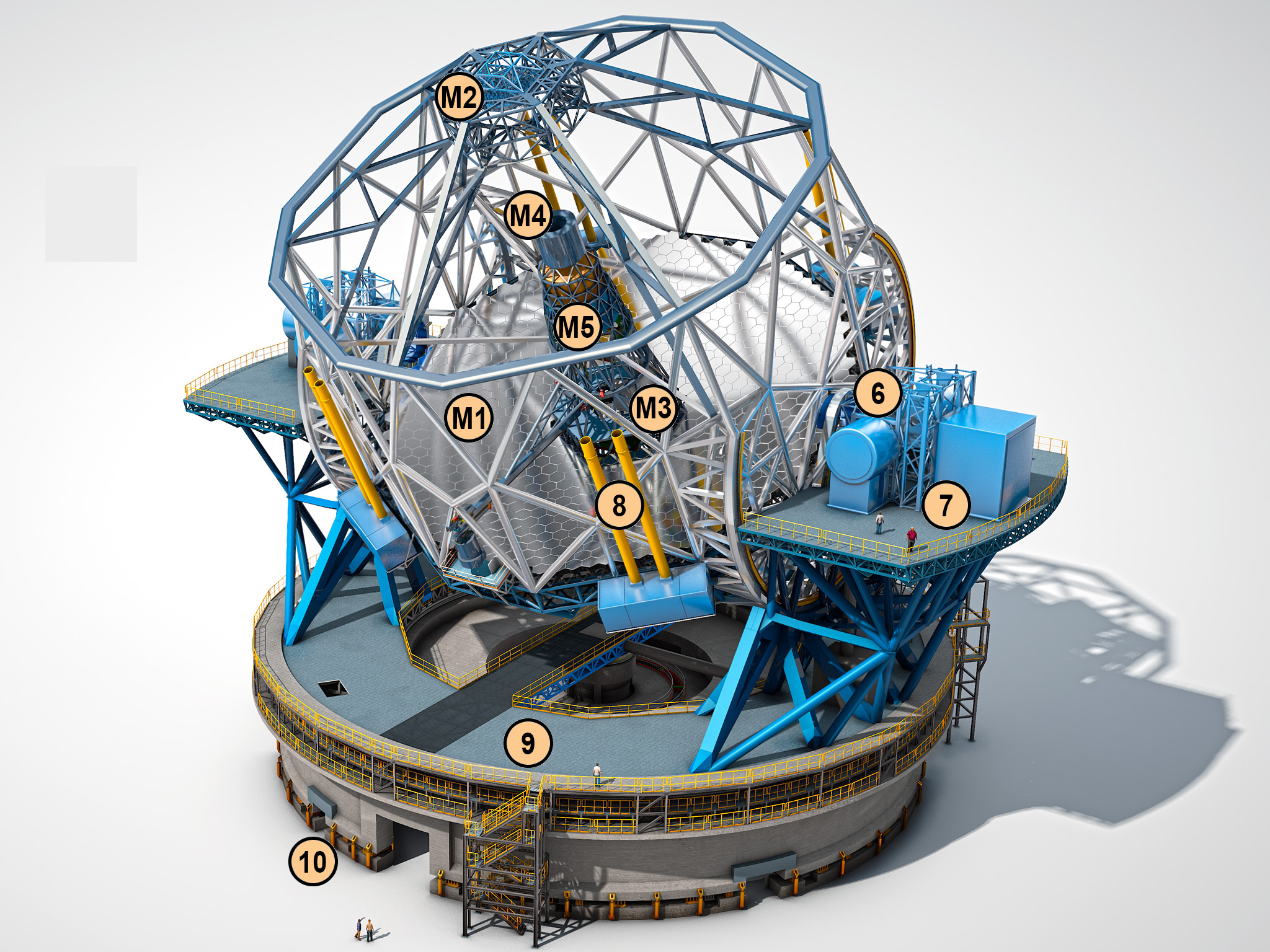
Schéma de l'ELT : M1 Miroir primaire - M2 Miroir secondaire, M3 Miroir tertiaire, M4 Miroir déformable (optique adaptative) - M5 Miroir renvoyant la lumière vers les plateformes instrumentales - 6 Axe horizontal de la partie optique (hauteur) - 7 Plateforme instrumentale (x2) - 8 Lasers de l'optique adaptative (x6) - 9 Plateforme orientable (⇒azimut) - 10 Contreventements sismiques.

## Caractéristiques techniques de l'ELT
Avec son miroir primaire de 39 mètres de diamètre et de 978 m2 de surface l'ELT constitue un énorme bond en avant par rapport à tous les grands télescopes existants, dont la précédente réalisation de l'ESO, le VLT constitué de 4 télescopes de 8,2 mètres de diamètre. L'ELT collectera autant de lumière que tous les télescopes de la classe 8-10 mètres (les plus grands en 2022) existant dans le monde : il collectera 15 fois plus de lumière que les télescopes de cette classe et fournira des images 15 fois plus détaillées que le télescope spatial Hubble qui, du fait de son positionnement dans l'espace, constituait jusqu'en 2022 la référence dans le domaine.
Le dôme de l'ELT mesurera environ 79 mètres de haut et 86 mètres de diamètre, faisant de lui le plus grand dôme jamais construit pour un télescope.

### Un télescope anastigmatique à trois miroirs

Schéma de l'optique du télescope.

L'ELT est un télescope anastigmatique à trois miroirs comportant trois miroirs courbés (M1, M2, M3). Cette configuration permet de minimiser les trois principales aberrations optiques – l'aberration sphérique, la coma et l'astigmatisme. Cette conception permet d'obtenir un champ de vue étendu : dans le cas de l'ELT celle-ci est de 10 minutes d'arc soit un tiers de la largeur de la Lune. Comme tous les télescopes de grande taille l'ELT dispose de deux foyers Nasmyth : alors que généralement le miroir primaire est percé d'un trou en son centre et le foyer se situe sur l'axe optique à l'arrière du miroir primaire, dans le Nasmyth un miroir plan (M5) est placé sur l'axe optique de manière à réfléchir la lumière latéralement. Le foyer obtenu par cette disposition se situe hors de l'axe optique. Ce miroir plan est placé sur l'axe horizontal de réglage de la hauteur du télescope. Cet axe mécanique est percé d'un trou au travers duquel les rayons lumineux réfléchis par le miroir plan sont envoyés sur le côté du télescope. Cette position du foyer Nasmyth au niveau de l'axe horizontal permet de placer les instruments analysant le rayonnement (caméras, spectroscopes) sur la plateforme azimutale. Ceci permet d'alléger la structure mobile du télescope et ainsi d'obtenir un meilleur équilibrage. Cet effet est particulièrement recherché dans la mesure ou le foyer est équipé d'instruments lourds. Par ailleurs les miroirs M4 et M5, pratiquement plats et donc ne contribuant pas à la concentration du faisceau lumineux, constituent l'optique adaptative qui font partie des dispositifs destinés à corriger les distorsions liées aux turbulences atmosphériques.

### La structure du télescope

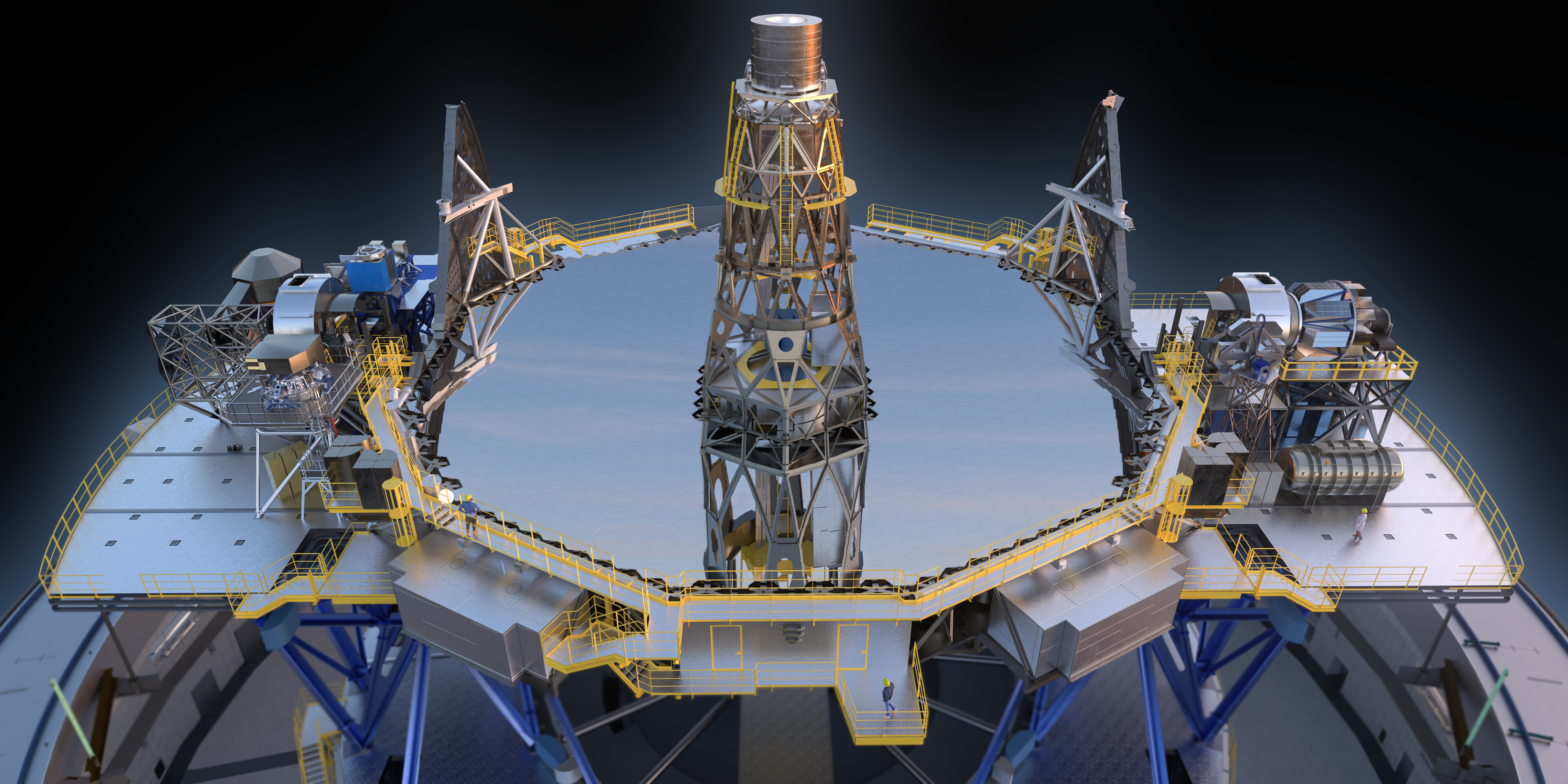
Une tour en treillis posé sur la lacune centrale du miroir primaire supporte les miroirs M3, M4 et M5 (vue d'artiste).

La structure du télescope ELT, malgré la masse énorme de l'ensemble (2 800 tonnes), est conçue pour fournir un support suffisamment rigide pour le miroir primaire, permettre un pointage de l'instrument avec une précision de 1 seconde d'arc et une poursuite de la cible avec une précision de 0,3 seconde d'arc. La structure permet également de limiter l'amplitude et la fréquence des écarts de position du miroir secondaire par rapport au miroir primaire. Elle comprend deux sous-ensembles : 
- la structure azimutale permet de pointer le télescope en azimut (direction) et supporte l'essentiel des efforts verticaux lors de la mise en œuvre de l'instrument. Elle est composée d'un plancher qui pivote sur trois rails circulaires de 51,5 m, 34 m et 4,5 mètres de diamètre. Sur ce plancher sont fixées les deux plateformes Nasmyth de 12 x 29 m et d'une masse de 150 tonnes qui accueillent les instruments et les stations pré-focales. Ces dernières sont des équipements opti-mécaniques qui jouent un triple rôle : contrôler l'alignement des miroirs du télescope y compris le pointage précis de la structure, s'assurer que les segments du miroir primaire fonctionnent à l'unisson et distribuer le flux lumineux collecté aux différents instruments[46]. L'axe horizontal du télescope s'articule sur ces plateformes. L'ensemble a une masse de 1 300 tonnes ;
- la structure d'altitude supporte les différents miroirs de l'optique du télescope et pivote verticalement pour pointer le télescope en hauteur au-dessus du sol. Dans la lacune centrale du miroir M1 une tour en treillis sert de support aux miroirs M3, M4 et M5. L'ensemble a une masse de 1 500 tonnes.

Structure de l'ELT
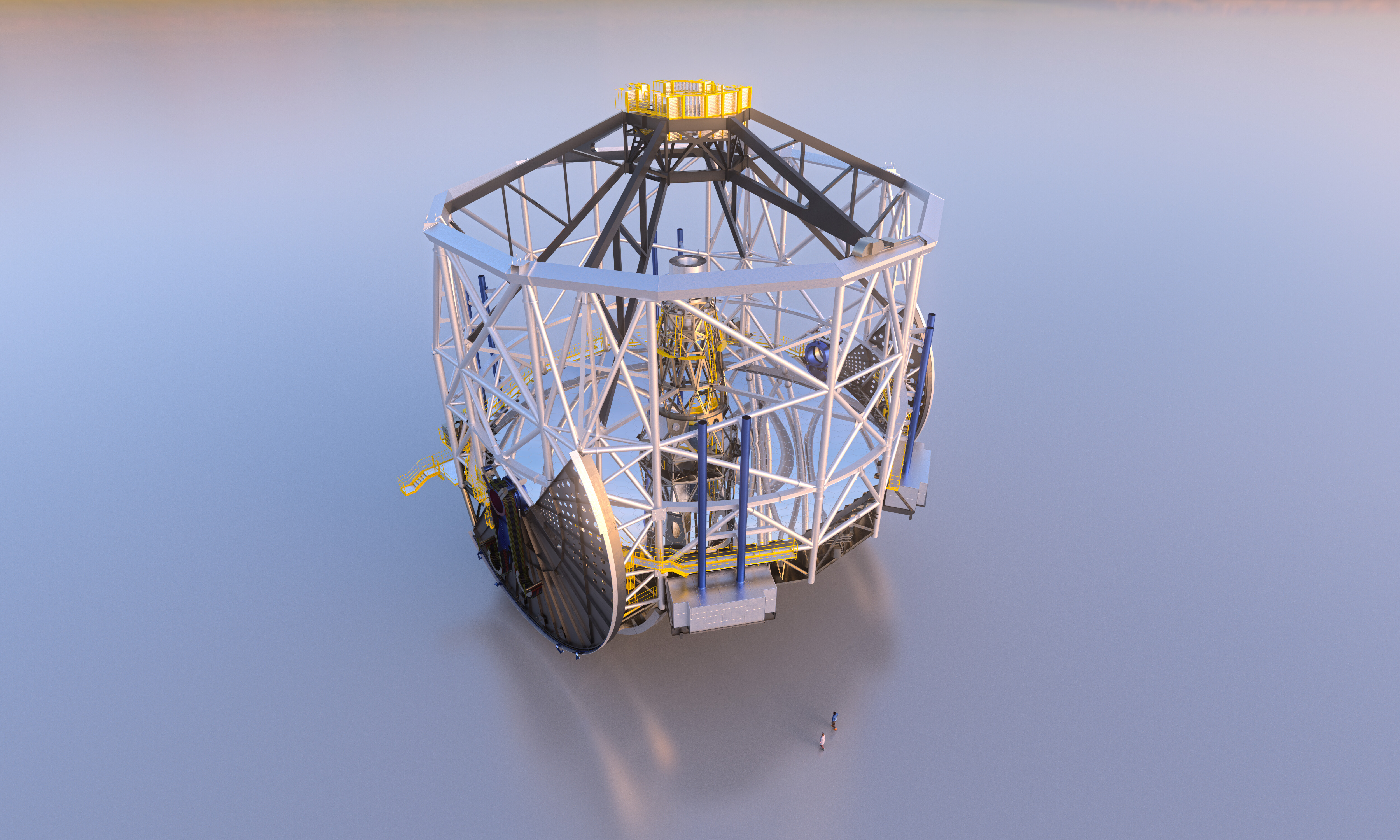
La structure d'altitude  qui supporte les différents miroirs et qui permet de pointer le télescope en hauteur en pivotant verticalement (vue d'artiste).
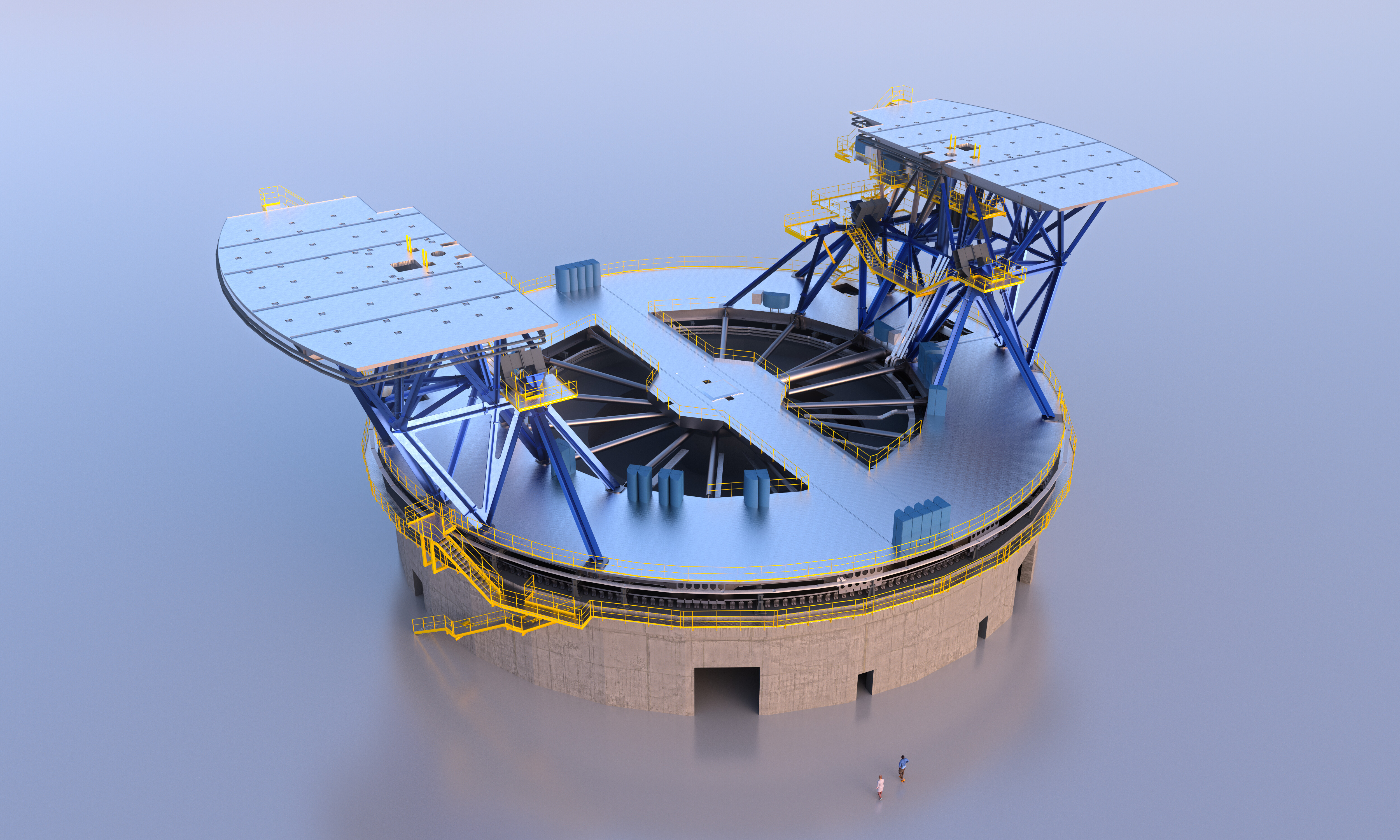
La structure azimutale qui permet de pointer le télescope en azimut en pivotant horizontalement (vue d'artiste).

### Partie optique

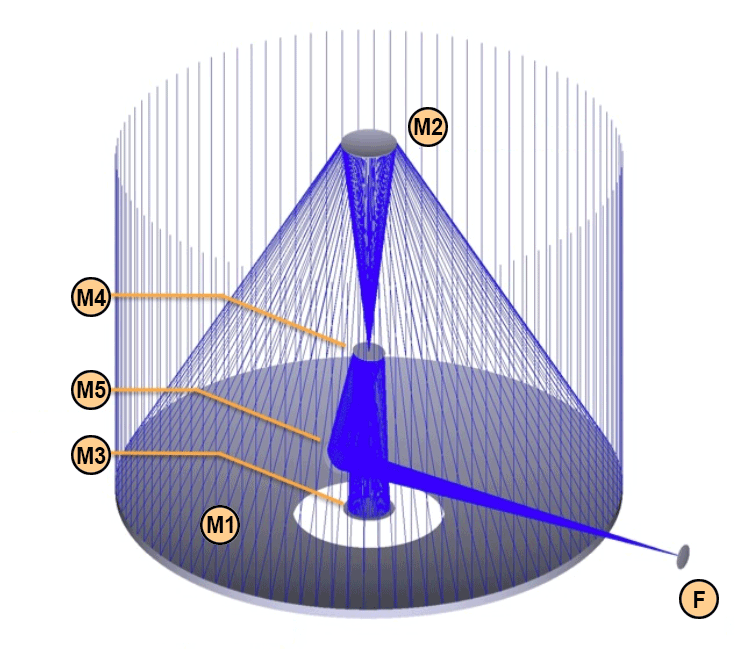
Parcours de la lumière dans l'ELT : du miroir primaire M1 au foyer Nasmyth (F).

Outre la taille de ses miroirs, l'ELT se distingue des grands télescopes existants par l'insertion de deux miroirs de l'optique adaptative. L'optique comprend ainsi en tout cinq miroirs,.
Les télescopes de grande taille nécessitent une optique adaptative pour atteindre leur résolution maximale malgré les turbulences dues aux conditions atmosphériques. L'optique adaptative n'est pas placée derrière le télescope mais fait partie de celui-ci ce qui simplifie l'instrumentation et permet d'intégrer les vibrations de la structure. Le dispositif qui corrige en temps réel est particulièrement puissant dans le cas de l'ELT : le miroir d'optique adaptative M4 a un diamètre de 2,4 mètres contre 11,5 cm pour le VLT et il comprend 5200 points d’actionnement contre 185 pour le VLT.

#### Miroir primaire (M1)

Diagramme des segments du miroir primaire.

Le miroir principal M1 (f/0,93) de l'ELT avec son diamètre de 39,3 mètres, est pratiquement quatre fois plus large que celui du plus grand télescope existant (Gran Telescopio Canarias 10,4 mètres). À ce titre il constitue le composant le plus emblématique du télescope et le plus complexe. Il utilise la technique du miroir segmenté, c'est-à-dire qu'il est formé de l'assemblage de plusieurs « petits » miroirs. Il comprend 798 éléments hexagonaux de 1,45 mètre de diamètre et 50 millimètres d'épaisseur et d'une masse de 250 kilogrammes (200 tonnes au total) assemblés comme ceux du télescope Keck à Hawaï. Pour atteindre les performances scientifiques souhaitées, l'ensemble des segments doivent fonctionner tous ensemble comme s'ils ne constituaient qu'un seul miroir ce qui nécessite une structure et des systèmes de contrôle spécifiques. La forme et la position des segments doivent être maintenues en permanence de manière que le miroir obtenu ne s'écarte pas de la forme idéale de plus de quelques dizaines de nanomètres soit environ un millième de l'épaisseur d'un cheveu humain. Cette précision est d'autant plus difficile à obtenir que le télescope est en déplacement constant pour suivre la cible (du fait de la rotation de la Terre) et que la structure est déformée par le vent et les changements de température. Le miroir M1 comporte une lacune centrale d'un diamètre de 11,1 mètres correspondant à la zone interceptée par le reste du train optique.
Les segments qui sont séparés les uns des autres par un espace de 4 millimètres ont des formes différentes pour obtenir la forme concave du miroir entier. Le miroir a une symétrie d'ordre six ce qui implique qu'il est composé de six secteurs identiques comprenant chacun 133 segments de forme différente (il existe donc six segments identiques pour chaque type de forme). Pour que le revêtement des segments puisse être périodiquement remis à neuf (opération réalisée tous les 18 mois), un jeu complet de 133 segments de rechange sera disponible
Chaque segment est fixé sur une structure porteuse par 27 points de fixation. La forme du segment de miroir peut être modifiée par des câbles actionnés par neuf vérins et agissant sur la structure porteuse pour compenser les aberrations optiques induites par la gravité et les changements thermiques. Ces vérins permettent d'agir sur la courbure, l'astigmatisme et le trefoil. Le débattement des vérins est de l'ordre du micron et leur action est relativement lente (1,5 seconde). Par ailleurs la hauteur et l'inclinaison de chaque segment sont ajustées en permanence par rapport à la structure porteuse à l'aide de trois vérins (les PACT ou Positioning Actuator) dont le débattement est de 10 millimètres et la précision de 2 nanomètres. Les PACT permettent d'aligner tous les segments de manière à émuler un miroir monolithique. Les PACT sont actionnés en s'appuyant sur des données de position fournies par 9000 capteurs (4500 paires).

Composants du miroir primaire
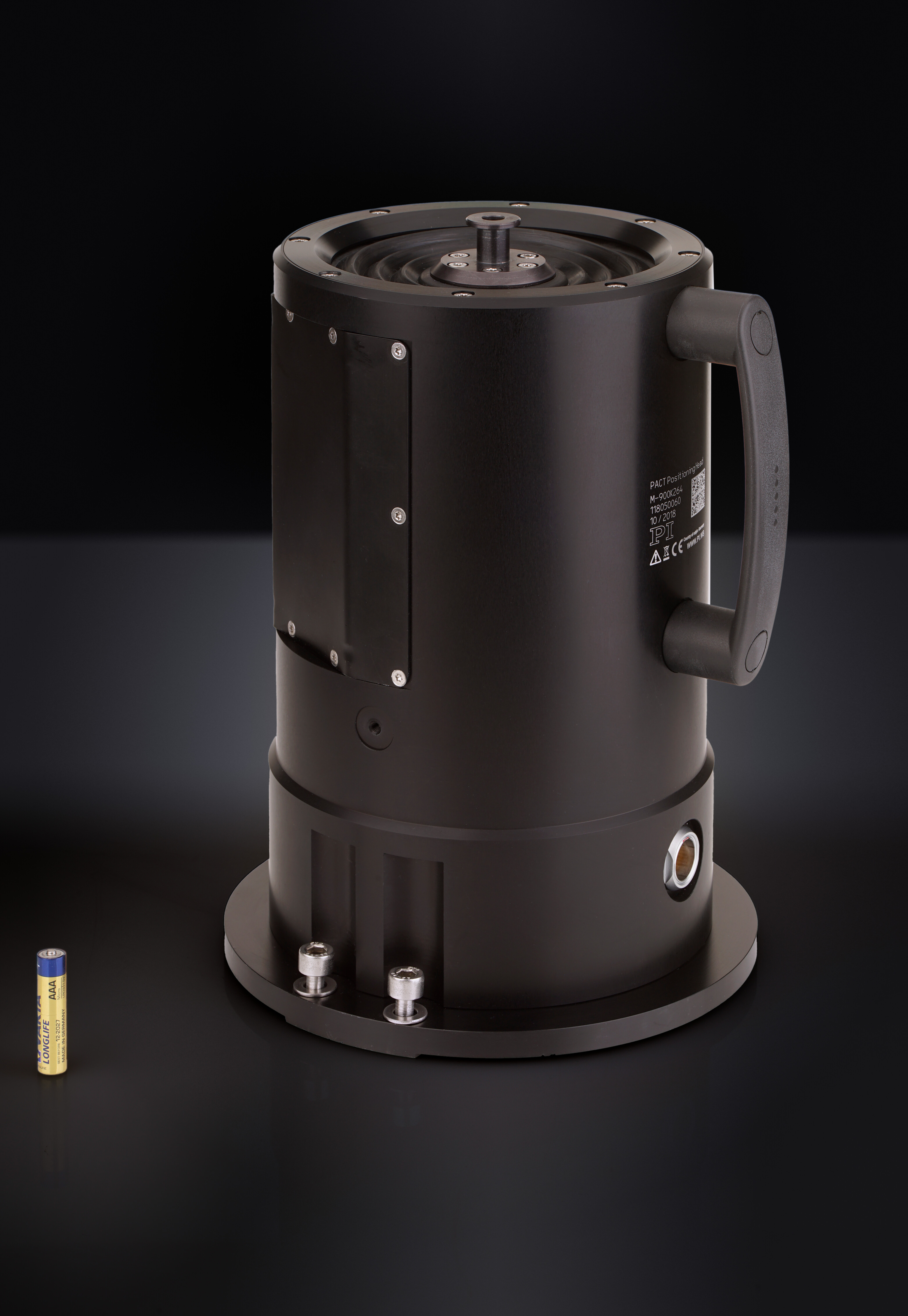
2394 vérins PACT (3 par segment), similaires à celui photographié, permettent d'ajuster la position des composants du miroir primaire.
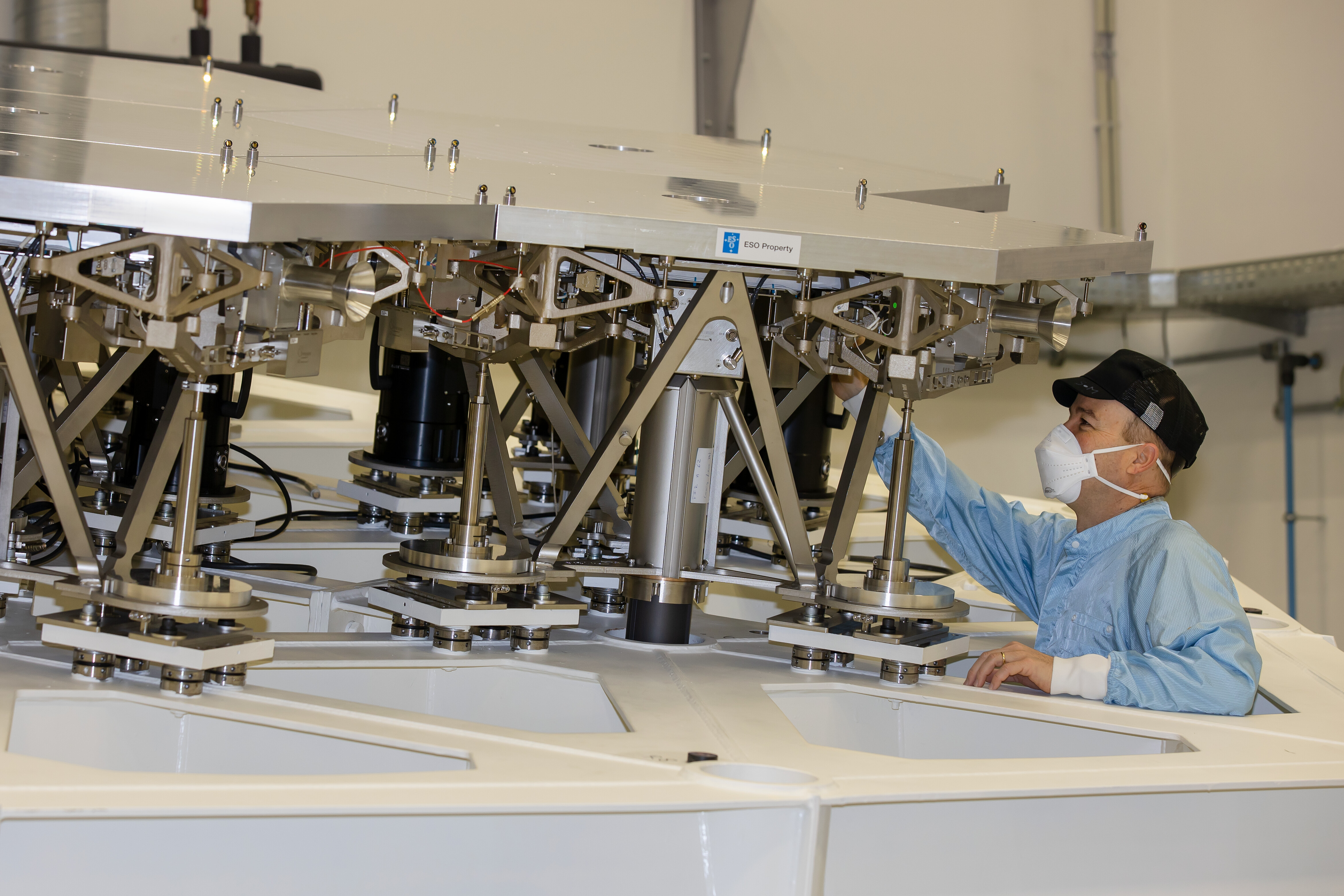
Le fonctionnement d'une maquette reproduisant plusieurs segments avec leurs mécanismes est testé au siège de l'ESO.

#### Miroir secondaire (M2)
La lumière reçue par le miroir primaire est renvoyée vers le miroir secondaire M2 de 4 mètres de diamètre. Ce dernier la réfléchit vers le miroir M3. M2 est le plus grand miroir secondaire jamais réalisé. Il est tenu par la structure du télescope et est suspendu 60 mètres au-dessus du sol. Avec sa structure porteuse, il pèse en tout 12 tonnes (3,5 tonnes pour le miroir seul). Le miroir a une forme convexe ce qui a rendu sa réalisation particulièrement délicate. Il est épais de 100 millimètres. Il comporte en son centre une lacune de 80 centimètres de diamètre. Sa surface est asphérique. La structure qui le supporte comporte 18 points fixation à l'arrière du miroir et 14 autres sur sa tranche. Les déformations du miroir ont relativement peu d'impact aussi il ne comporte aucun système d'ajustement de la forme. Par contre sa position et son inclinaison sont ajustées par des vérins (trois agissant dans le long de l'axe optique, trois autres dans le plan formé par le centre de gravité) toutes les quelques minutes avec une précision inférieure au micron.

#### Miroir M3
Le miroir M3 a un diamètre de 4,25 mètres. Le miroir a une forme concave (focale F/2,6) et asphérique. Il est épais de 100 millimètres et comporte une lacune centrale de 30 millimètres de diamètre. Tout comme le miroir M2 la structure qui le supporte comporte 18 points fixation à l'arrière du miroir et 14 autres sur sa tranche.

#### Miroir M4 (optique adaptative)

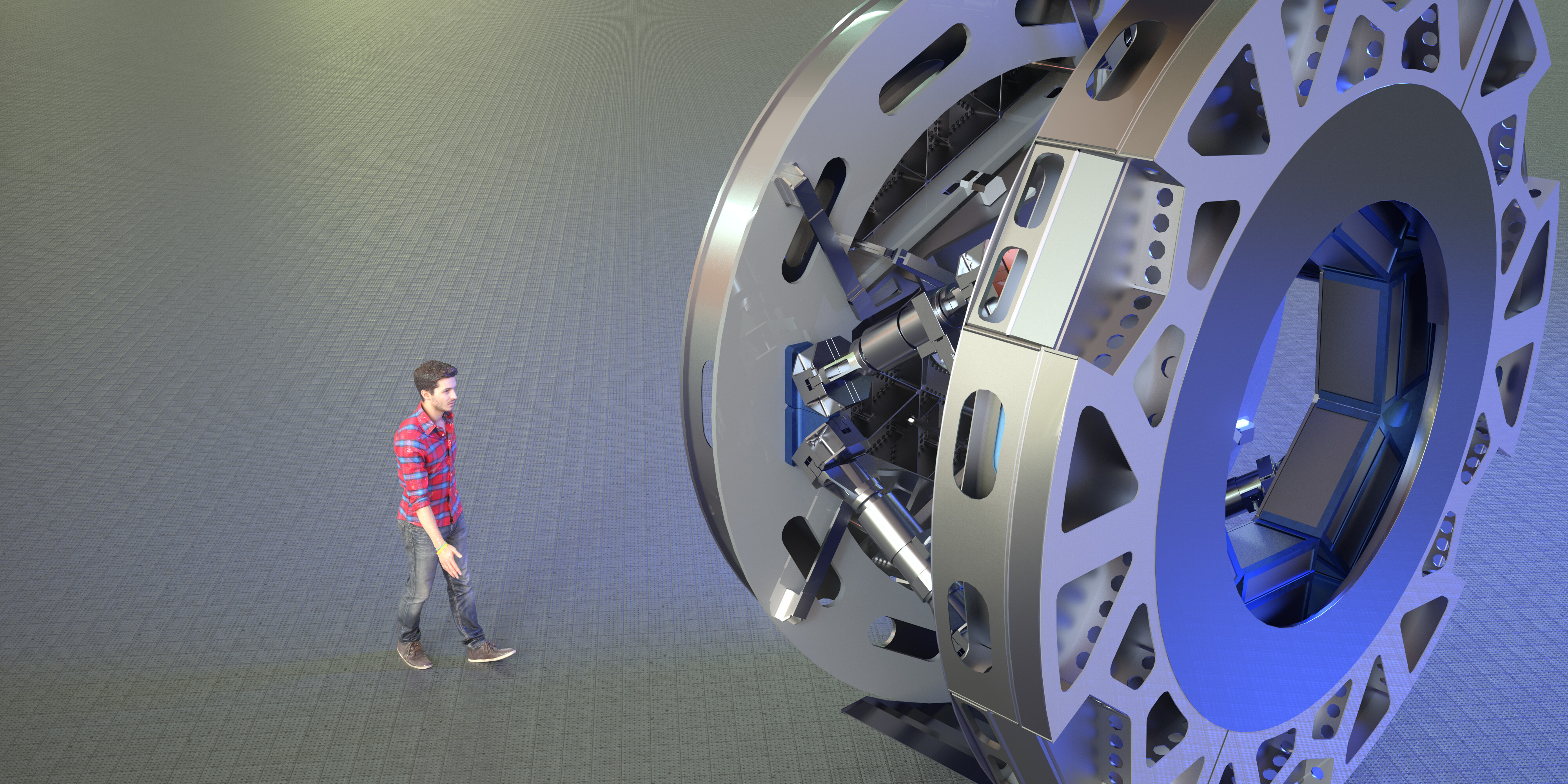
Le miroir M4 (vue d'artiste).

Le miroir M4 est le premier des deux miroirs qui forment l'optique adaptative. Avec son diamètre de 2,4 mètres qui établit un nouveau record dans ce domaine, il constitue un des autres défis technologiques de l'ELT. Le miroir M4 est constitué de six pétales minces en vitrocéramique façonnés par la société REOSC à partir d'un bloc dont l'épaisseur est ramenée de 35 à 1,95 mm afin que sa surface puisse être facilement déformée. Les variations d'épaisseur ne doivent pas dépasser 15 µm et la surface est polie de manière que les irrégularités par rapport à la surface idéale ne dépassent pas 14 nm. Le miroir lévite à 0,1 mm au-dessus de la structure en carbure de silicium ultra-rigide qui le supporte et qui sert de structure de référence. Un système de mesure capacitif détermine la distance entre cette structure et le miroir et permet ainsi de connaître la forme de ce dernier. Celle-ci est déterminée 70 000 fois par seconde avec une précision de quelques dizaines de nanomètres. Pour compenser les perturbations atmosphériques affectant la lumière incidente, la surface du miroir est modifiée 1 000 fois par seconde par 5 000 actionneurs qui la soulèvent ou la rétractent avec un débattement de ±50 µm. Les actionneurs utilisent la même technologie que celle qui fait vibrer la membrane d'un haut-parleur. De type  moteur linéaire à entraînement direct, l'actionneur est constitué d'un aimant entouré d'une bobine : en faisant passer dans la bobine un courant électrique  dont l'intensité est modulable et dont le sens peut être inversé, le champ magnétique produit déplace l'aimant,,,.
Pour répondre aux exigences particulières du miroir M4, la structure qui le supporte est réalisée en carbure de silicium, un matériau plus rigide que l'acier, la fibre de carbone ou le béryllium. Avec ses 2,7 mètres de diamètre, il s'agit de la plus grande pièce en carbure de silicium jamais fabriquée. Sa surface est percée de 5 000 orifices dans lesquels sont insérés les actionneurs. Compte tenu de sa dimension, la structure est réalisée par brasage de six éléments. Fortement allégée, cette structure a une masse de 450 kg,.
L'ensemble formé par le miroir, la structure en carbure de silicium et les actionneurs repose sur une structure à laquelle elle est rattachée par 12 points de fixation sur son arrière et 6 autres points sur sa tranche. Six vérins permettent d'ajuster de manière fine la position du miroir. Enfin un dispositif rotatif permet de diriger la lumière réfléchie vers l'un des deux foyers Nasmyth.

Composants du miroir primaire
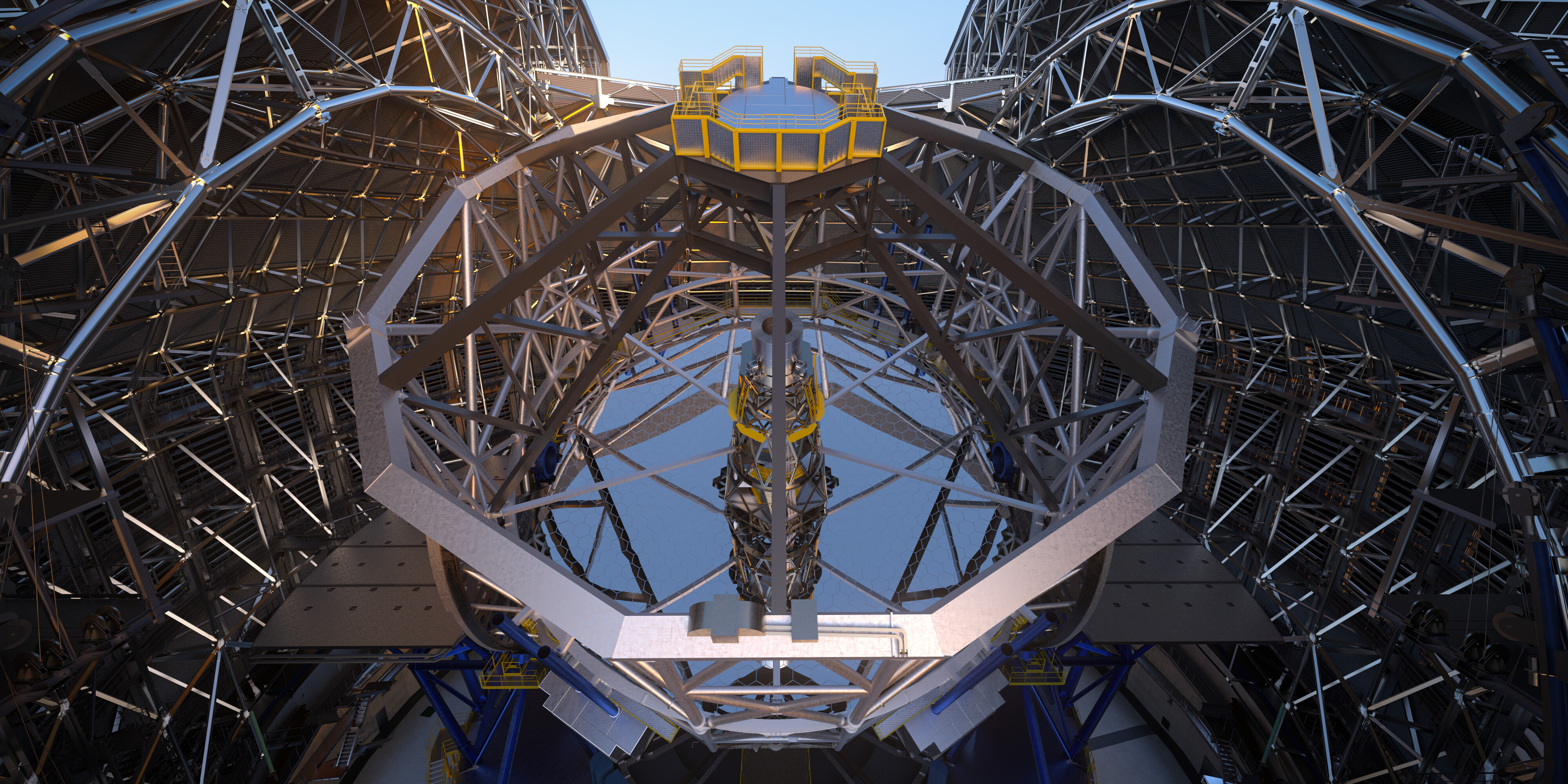
Le miroir secondaire suspendu au-dessus du miroir primaire (vue d'artiste).
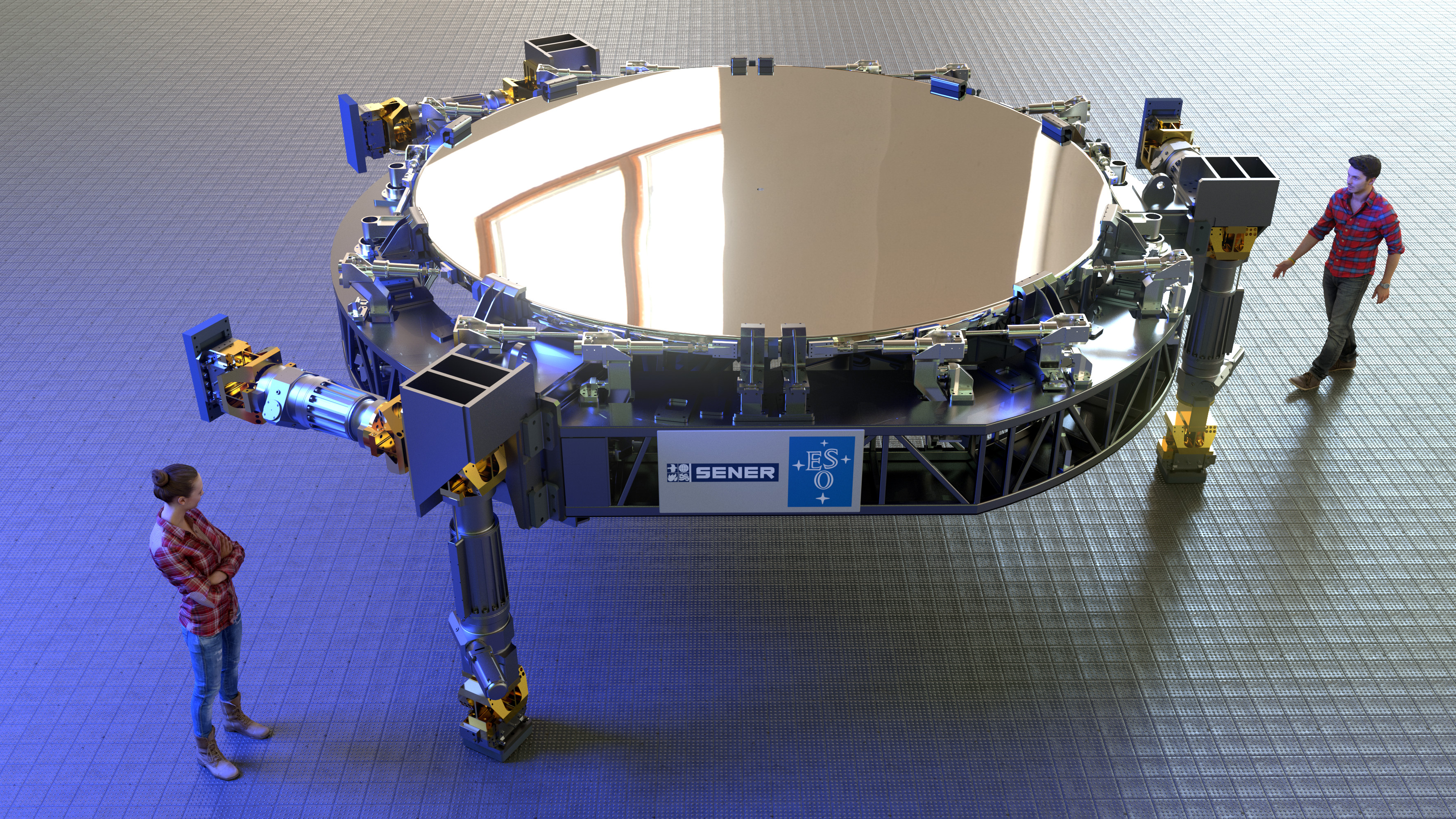
Miroir M3 (vue d'artiste).

#### Miroir M5 (optique adaptative)
Le miroir M5 , de type tip-tilt, stabilise l'image et la renvoie vers l'une des plateformes Nasmysth où se trouvent les instruments de mesure. Il fait partie de l'optique adaptative. Le miroir est fixé sur une structure porteuse qui permet des déplacements rapides de son orientation et de sa position qui permettent de compenser les perturbations dues aux mécanismes du télescope, aux vibrations engendrées par le vent et aux turbulences de l'atmosphère. Pour répondre à ces besoins, le miroir est à la fois très léger et très rigide. Le miroir M5 est plat et a une forme elliptique (2,7 × 2,2 m). La structure porteuse est composée de six segments de carbure de silicium soudés ensemble. Trois actuateurs corrigent l'inclinaison du miroir 10 000 fois par seconde avec une précision de dix millièmes de seconde d'arc.
|  | Miroir | Rôle               | Taille           | Masse   | Caractéristiques optiques  | Caractéristiques physiques     | Contrôles                    | Autres caractéristiques | Fabricant                                                                        |
|  | ------ | ------------------ | ---------------- | ------- | -------------------------- | ------------------------------ | ---------------------------- | ----------------------- | -------------------------------------------------------------------------------- |
|  | M1     | Miroir primaire    | Diamètre : 39 m  |         | Concave, asphérique, f/0,9 | Miroir segmenté (798 segments) | Forme et position            |                         | Safran Reosc (polissage, montage sur support et test de l'ensemble des segments) |
|  | M2     | Miroir secondaire  | Diamètre : 4,2 m | 3533 kg | Convexe, asphérique, f/1,1 | Miroir monolithique            | Passif, contrôle de position |                         | Safran Reosc                                                                     |
|  | M3     | Miroir tertiaire   | Diamètre : 4 m   | 3258 kg | Concave, asphérique, f/2,6 |                                | Actif, contrôle de position  |                         | Safran Reosc                                                                     |
|  | M4     | Optique adaptative | Diamètre : 2,4 m |         | Miroir plan                | Miroir segmenté (6 pétales)    | Forme et position            |                         | Safran Reosc                                                                     |
|  | M5     | Optique adaptative | 2,7 x 2,1 m      |         | Miroir plan                |                                | Forme et position            |                         | Safran Reosc                                                                     |

### Station préfocale

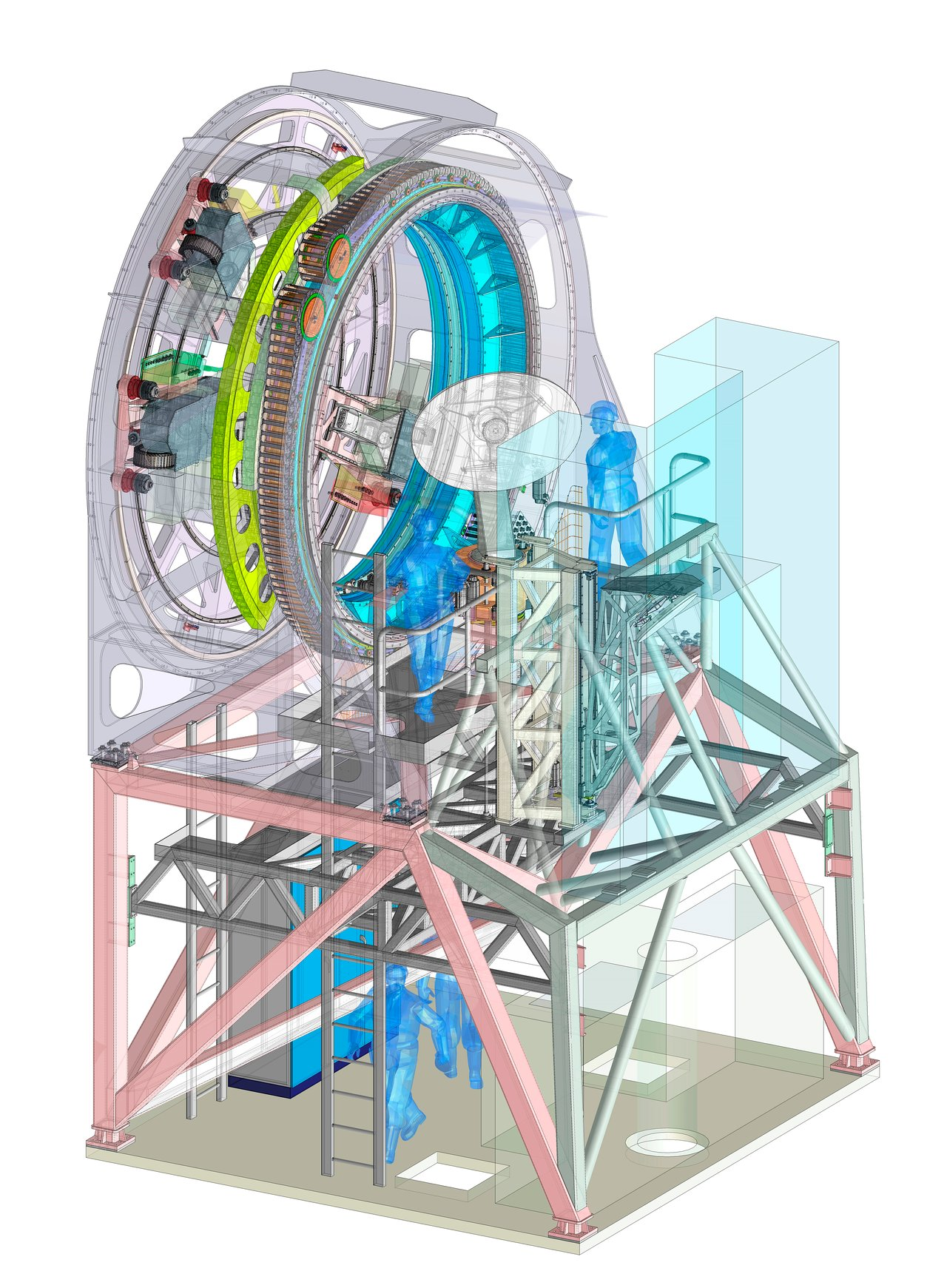
Schéma de la station préfocale.

La station préfocale (PFS pour PreFocal Station) est installée sur chacune des deux plateformes Nasmyth. Venant après le miroir M5, c'est le dernier élément situé sur le chemin optique avant le plan focal du télescope. Son rôle principal est de rediriger le faisceau lumineux vers l'instrument (caméra, spectroscope) qui a été sélectionné pour effectuer les observations. Cette fonction est assurée par deux miroirs plats orientables (M6N et M6C). Ces miroirs peuvent être rétractés lorsque l'instrument à alimenter se trouve directement sur le chemin optique en aval du miroir M5. Une deuxième fonction importante de la station préfocale est d'alimenter le système de contrôle du pointage du télescope. Il s'agit de compenser différents phénomènes qui peuvent entrainer une erreur de pointage : déformation de la géométrie de la structure ou des optiques du fait de changements de température, modifications de l'effet de la pesanteur du fait des mouvements du télescope réalisés pour suivre la cible des observations. Les déformations induites, qui sont comprises entre quelques centaines de microns et quelques millimètres, entraient des erreurs d'alignement de la partie optique qui ne sont pas négligeables compte tenu de la sensibilité de l'instrument. Enfin la station préfocale contribue à la mesure du front d'ondes et pour fournir des informations sur les déformations du flux lumineux induites par les perturbations atmosphériques et à ce titre alimente en données le système qui pilote l'optique adaptative.
Les anomalies de pointage et la déformation du front d'ondes sont mesurées par l'observation de trois étoiles guides situées à proximité immédiate de la région observée. Les équipements utilisés, regroupés sous l'appellation Natural Guide System (par opposition au système reposant sur des étoiles guides laser) sont constitués de trois bras mobilesqui comportent de petits miroirs et qui sont positionnés de manière à intercepter l'image des trois étoiles guides choisies pour la séquence d'observation. La lumière est déviée vers un miroir dichroïque qui scinde le flux lumineux en deux bandes spectrales. Le rayonnement compris entre 800 et 950 nm est transmis à une caméra orientable qui reconstitue une image de l'étoile guide. Celle-ci est analysée afin de déclencher si nécessaire des opérations de correction du pointage du télescope. Le rayonnement dont la fréquence est comprise entre 500 et 800 nm est transmis à une caméra chargée d'analyser le front d'ondes. Cette caméra analyse le degré de déformation de l'image de l'étoile guide du fait du désalignement de l'optique et de la structure du télescope ainsi que des turbulences atmosphériques. Pour y parvenir, elle mesure l'erreur de focalisation et l'anastigmatisme. Elle permet également de mesurer des déformations d'un ordre supérieur (trifoil). L'analyse est effectuée 500 fois par seconde. Les anomalies détectées sont corrigées en modifiant la forme du miroir déformable M4.

### Le dôme
Comme tous les télescopes de grande taille, l'ELT est entouré d'un dôme qui le protège du mauvais temps et met son optique à l'abri du Soleil durant la journée. Plusieurs architectures ont été étudiées, mais c'est finalement un choix classique qui a été effectué. Le dôme de l'ELT, de forme pratiquement hémisphérique, est posé sur une embase circulaire en béton, d'environ 11 mètres de haut, sur lequel il roule par l'intermédiaire de deux rails posés sur 36 bogies fixes (les dimensions de chaque bogie sont de 4 × 2 × 3 m et leur masse unitaire est de 27 t) pour suivre les mouvements de l'instrument. Deux portes de forme arrondie s'ouvrent latéralement pour permettre les observations. Le cahier des charges spécifie que le dôme doit être capable de pivoter dans les cinq minutes prévues pour l'acquisition par le télescope d'une nouvelle cible, ce qui impose une vitesse de rotation de 2°/s (vitesse linéaire de 5 km/h). La taille et la forme du dôme permettent une rotation complète du télescope sur lui-même, qu'il soit en position ouverte ou fermée, sans présence d'obstruction. L'ouverture permet au télescope d'être pointé selon un angle allant d'une hauteur de 20° au-dessus de l'horizon jusqu'au zénith (90°),.
Le dôme, dont la masse est de 6 100 t, a un diamètre de 88 m et culmine à 80 m au-dessus du sol. Les deux portes dégagent une ouverture de 45,3 m de large. Pour protéger les miroirs du vent, un paravent constitué de deux panneaux mobiles permet de fermer l'ouverture dans des proportions qui dépendent de l'élévation du point visé par le télescope. Le dôme en position fermée doit être étanche à la fois aux précipitions et à l'air. L'objectif, dans ce dernier cas, est de réduire la puissance des installations de climatisation qui ont pour mission de ramener la température de l'optique à celle de la nuit (capacité : abaisser la température de 10 °C en 12 heures), mais qui jouent également un rôle dans le maintien de la propreté de l'optique. Des persiennes situées dans le dôme et sur le socle permettent, à la demande, de faire circuler l'air entre l'extérieur et l'intérieur lorsque les portes sont fermées,.
| Structure     | Élément                           | Masse                                                            |
| ------------- | --------------------------------- | ---------------------------------------------------------------- |
| Partie fixe   | Fondations en béton du dôme       | 17 000 tonnes                                                    |
| Partie fixe   | Fondations en béton du télescope  | 18 500 tonnes                                                    |
| Partie fixe   | Structures d'accès et équipements | 117 tonnes de béton 392 tonnes d'acier                           |
| Partie fixe   | Bâtiments auxiliaires             | 7 200 tonnes béton, 377 tonnes d'acier, 168 tonnes de couverture |
| Partie fixe   | Bogies supportant le dome         | 972 tonnes                                                       |
| Partie mobile | Dôme                              | 3 329 tonnes                                                     |
| Partie mobile | Porte gauche                      | 398 tonnes                                                       |
| Partie mobile | Porte droite                      | 436 tonnes                                                       |
| Partie mobile | Parevent                          | 593 tonnes                                                       |

Le dôme est constitué d'une structure primaire comprenant un anneau à la base, deux arches de part et d'autre des portes, ainsi qu'une arche perpendiculaire située à l'arrière de l'ouverture de la porte et d'une structure secondaire constituée de poutrelles quadrillant la surface du dôme. La structure secondaire supporte des passerelles qui font le tour de l'intérieur du dôme, à trois hauteurs différentes, pour permettre sa maintenance. Deux grues de 20 tonnes, fixées l'une à l'arche perpendiculaire l'autre sur la structure secondaire, permettent de déplacer les instruments et les composants optiques. La couverture du dôme est constituée en allant de l'extérieur vers l'intérieur par :
- des panneaux en aluzinc (alliage d'aluminium pour fonderie composé de 55 % d´aluminium, de 43,4 % de zinc et de 1,6 % de silicium[61]) de 5 m de long et de 1,5 mm d'épaisseur se recouvrant entre eux ;
- un vide de 15 cm d'épaisseur destiné à protéger les couches internes des effets du Soleil, de la pluie et de la neige ;
- une couche d'isolant thermique de 11 cm d'épaisseur surmontée d'une couche étanche bituminée ;
- des tasseaux porteurs galvanisés ;
- d'une charpente reposant sur la structure secondaire du dôme.

## Instruments
Six instruments doivent exploiter la lumière collectée par le télescope. Ils comprennent des caméras (imageurs) qui fournissent des images et des spectographes qui décomposent les composantes de la lumière. Trois de ces instruments (HARMONI, MICADO, METIS) seront disponibles à la mise en service du télescope ou peu de temps après. Deux autres (ANDES et MOSAIC) seront disponibles dans un deuxième temps. La première phase inclut également le développement de MORPHEO qui est un équipement d'optique adaptative utilisé par certains des instruments. Il est prévu que par la suite d'autres instruments soient installés pour prendre en compte de nouveaux besoins ou intégrer de nouvelles technologies.

### HARMONI
HARMONI (High Angular Resolution Monolithic Optical and Near-infrared Integral field spectrograph) est un spectrographe à champ intégral qui doit jouer un rôle majeur pour la spectroscopie en lumière visible et infrarouge (0,47–2,45 µm). Il sera utilisé pour étudier les galaxies apparues après le Big Bang, analyser les constituants des populations stellaires proches et  caractériser les atmosphères des exoplanètes ainsi que les disques de poussières à partir desquelles ces dernières se forment. L'instrument est développé par un consortium  piloté par l'Université d’Oxford avec une participation importante de laboratoires français (Laboratoire d'astrophysique de Marseille ; Centre de recherche astrophysique de Lyon, Institut de planétologie et d'astrophysique de Grenoble et Office national d'études et de recherches aérospatiales),.

### MICADO

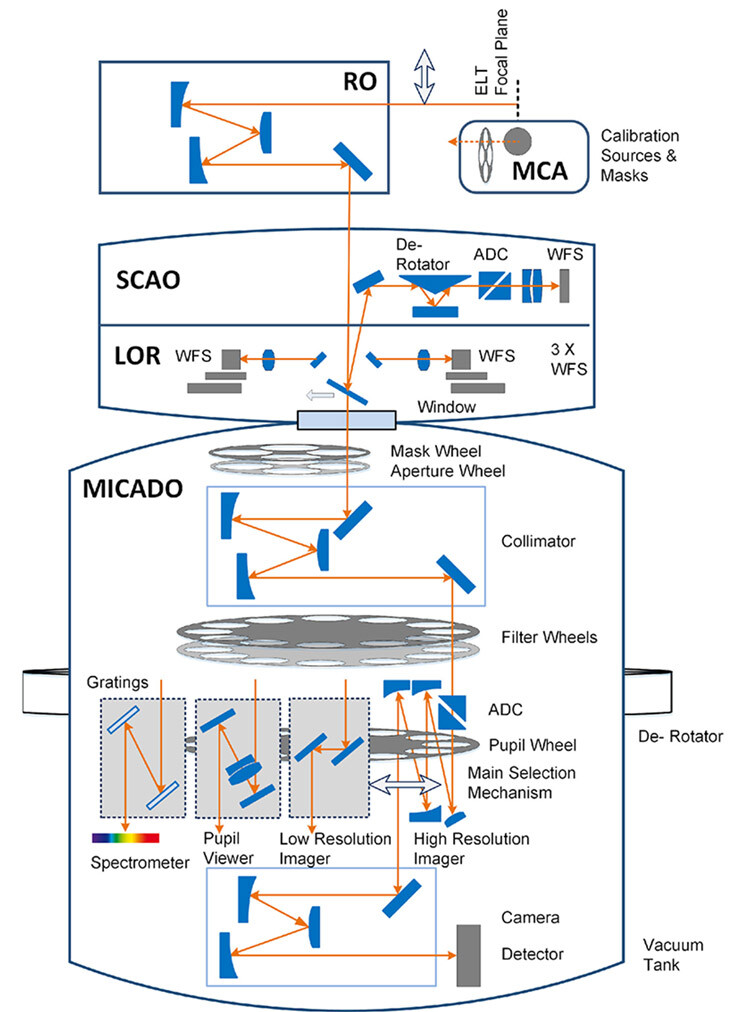
Schéma représentant le chemin optique et les composants de l'instrument MICADO.

MICADO (Multi-AO Imaging Camera for Deep Observations) est une caméra observant dans le proche infrarouge (0,8–2,4 µm) avec une résolution spatiale de 6 à 12 millisecondes d'arc tout en disposant d'une capacité spectroscopique. MICADO est l'instrument qui exploite au mieux le potentiel du télescope en termes de résolution spatiale. Les astronomes l'utiliseront pour obtenir des images détaillées de la structure des galaxies éloignées, étudier les étoiles des galaxies proches et en utilisant un coronographe découvrir et mesurer les caractéristiques des exoplanètes. Grâce au système d'optique adaptative MORFEO, MICADO permettra de surpasser les capacités des observatoires existants (dont le télescope spatial Hubble) tout en ayant une sensibilité similaire à celle du télescope spatial James Webb mais avec une résolution spatiale six fois supérieure.

### METIS
METIS (Mid-infrared ELT Imager and Spectrograph) est un spectrographe imageur. METIS fonctionne selon trois modes : imagerie dans la bande L/M (3 à 5 µm) avec une résolution spectrale moyenne (R ~ 1000) et un coronographe pour obtenir des images à haute résolution, imagerie en bande N (7,5 à 13,5 µm) avec une résolution spectrale basse (R ~ quelques centaines) et un coronographe pour obtenir des images à haute résolution et enfin spectrographie à haute résolution (R ~ 100 000) en bande L/M. Pour atteindre les performances visées METIS exploite l'optique adaptative : le front d'ondes est mesuré par l'instrument et les données collectées sont transmises à l'optique adaptive (miroirs M4 et M5). L'instrument, qui est complètement encapsulé dans un cryostat pour lui permettre d'observer le rayonnement infrarouge moyen, comprend deux sous-ensembles : l'imageur et le spectrographe. L'instrument doit faire progresser l'étude des exoplanètes en fournissant des informations de leurs caractéristiques chimiques et physiques telles que leurs paramètres orbitaux, leur température, leur luminosité ainsi que la composition et la dynamique de leur atmosphère. Par ailleurs METIS sera utilisé pour étudier les objets du système solaire, les disques stellaires, les pouponnières d'étoiles, les propriétés des naines brunes, le centre de la Voie lactée, l'environnement des étoiles en cours d'évolution et les noyaux galactiques actifs.

### MORFEO
MORFEO (Multiconjugate adaptive Optics Relay For ELT Observations) (auparavant baptisé MAORY) sera chargé de compenser les déformations de la lumière découlant des turbulences atmosphériques. Il n'effectue pas d'observations mais permet aux autres instruments, tels que MICADO, de fournir des images d'une qualité exceptionnelle.
L'optique adaptative MORFEO  utilise 6 lasers qui simulent des étoiles artificielles et permettent de mesurer les perturbations atmosphériques et deux miroirs déformables M4 et M5 chargés de corriger la lumière entrante en prenant en compte ces données.

### ANDES
ANDES (ArmazoNes high Dispersion Echelle Spectrograph) (auparavant baptisé HIRES) est un spectrographe permettant d'étudier une large bande spectrale (0,4 à 1,8 µm avec un objectif à 0,35 à 2,4 µm) avec une haute résolution (100 000). Cet instrument permettra d'étudier les objets astronomiques qui nécessitent une sensibilité élevée. Il sera ainsi utilisé pour rechercher des signes de vie sur les exoplanètes, trouver les premières étoiles apparues dans notre univers, tester les valeurs et les constantes fondamentales de la physique et mesurer la vitesse d'accélération de l'expansion de l'Univers.

### MOSAIC
MOSAIC (Multi-Object Spectrograph)  est un spectrographe multi-objets opérant en lumière visible et proche infra-rouge (longueurs d'onde comprises entre 0,5 et 1,8 µm) et qui utilisera le champ de vue maximal fourni par l’ELT. MOSAIC offrira trois modes d’observation : un mode à fort multiplexe (HMM) couvrant soit le domaine visible (de 0,45 à 0,88 μm) soit le domaine infrarouge proche (de 0,8 à 1,8 μm) ; et un mode à haute définition (HDM) qui fournira des observations spatialement résolues dans l’infrarouge proche. MOSAIC fournira une résolution spectrale R allant de 5 000 à 20 000 suivant le mode opératoire, et une résolution angulaire de 120 millisecondes d'arc (en mode HDM) à 0,5-0,7" (en mode HMM). Pour exploiter pleinement la limite de diffraction de l’ELT, MOSAIC sera équipé de deux systèmes d’Optique Adaptative (OA) assisté par étoiles lasers. Le premier est un système d’OA classique (Ground Layer Adaptive Optics – GLAO) pour le mode HMM, et le deuxième sera un système d’OA multi-objets grand champ (Multi Object Adaptive Optics – MOAO) pour le mode HDM,. Grace à ses capacités de multiplexage et sa haute résolution spatiale MOSAIC doit permettre de faire progresser de nombreux sujets relevant de l'astronomie et de la cosmologie ; étude du halo de la Voie lactée et de ses satellites, populations stellaires dans les galaxies proches, premières structure de l'Univers, distribution et évolution de la matière brillante et sombre à toutes les échelles spatiales, physique de la formation et de l'évolution des exoplanètes.

Instruments
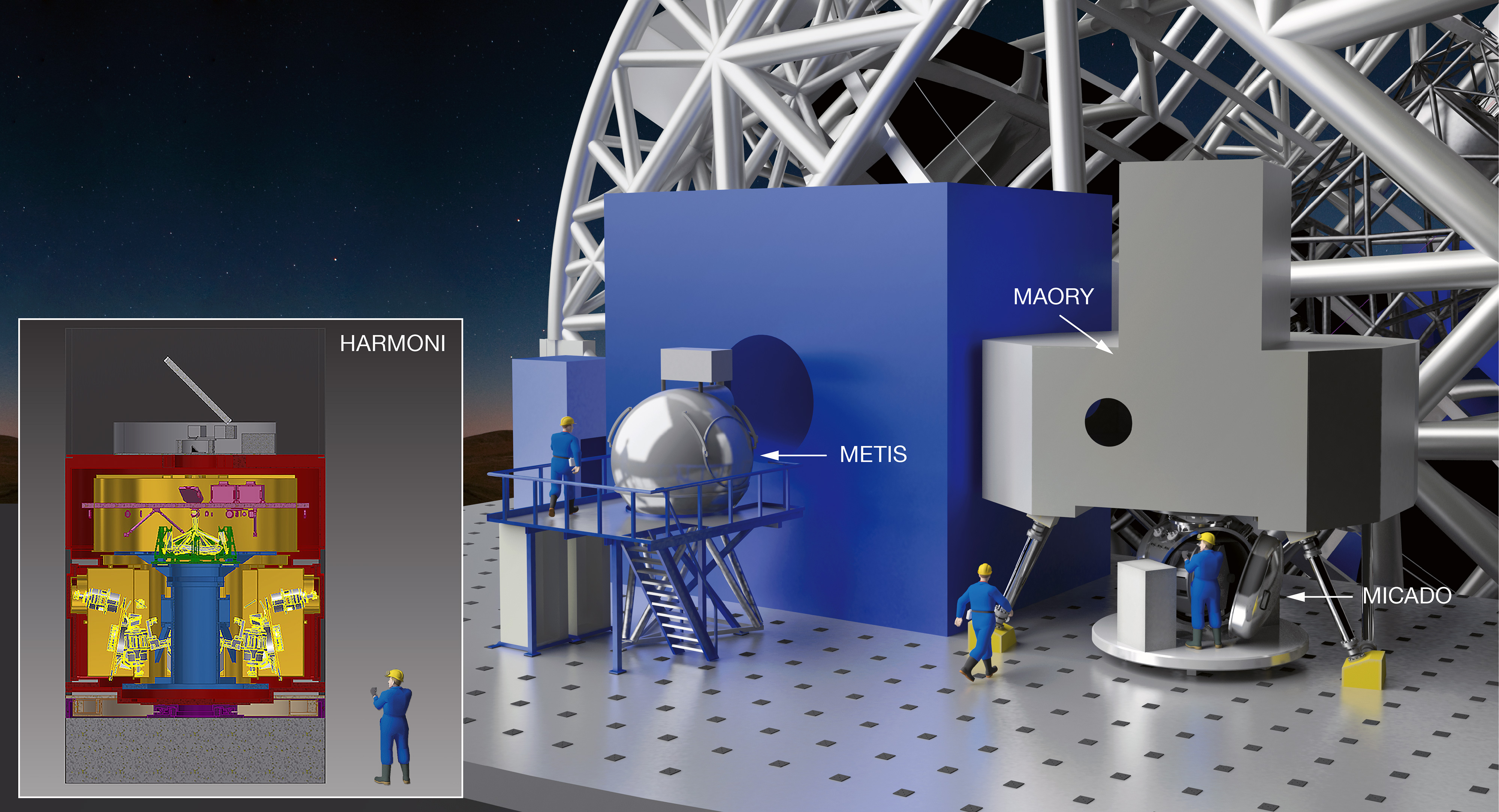
Schéma disposition des premiers instruments de l'ELT
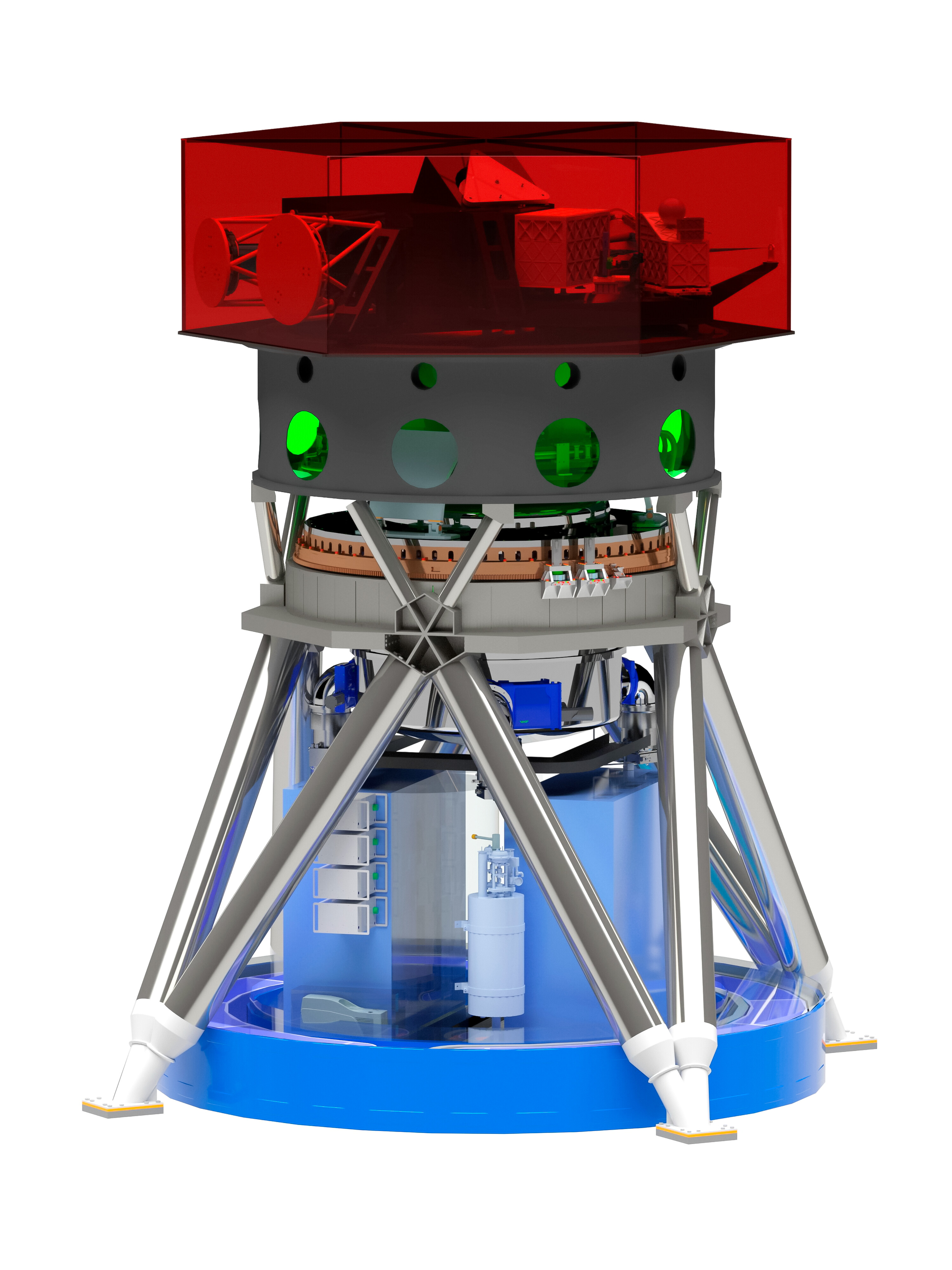
Schéma de l'instrument MICADO.

| Caractéristique      | MICADO                   | HARMONI                                   | METIS | ANDES         | MOSAIC                     |
| -------------------- | ------------------------ | ----------------------------------------- | --- | ------------- | -------------------------- |
| Type                 | Caméra proche infrarouge | Spectrographe visible & proche infrarouge | Spectrographe imageur infra rouge moyen | Spectrographe | Spectrographe multi-objets |
| Longueurs d'onde     | 0,8–2,4 µm               | 0,47−2,45 µm                              | 3–20 μm | 0,35–2,4 μm   | 0,5–1,8 μm                 |
| Résolution spatiale  | 6-12 millisecondes d'arc | 3,3-16 mas                                | - |               |                            |
| Résolution spectrale | R~8000                   | R = 3000 - 7500 - 20000                   | Basse résolution (R < 1000) dans les bandes L,M,N résolution moyenne (R < 10000) dans les bandes N résolution élevée (R ~ 100000) IFU dans les bandes L,M |               |                            |
| Opérationnel         | 2027                     | 2027                                      | > 2027 | > 2028        | > 2028                     |

## Fonctionnement
Le fonctionnement de l'ELT est piloté depuis un centre de contrôle commun avec le VLT situé à 23 km du télescope sur le site de l'observatoire de Paranal. Depuis la salle du centre de contrôle les équipes se relaient pour surveiller et optimiser le télescope et les instruments, pointer le télescope vers les nouvelles cibles et évaluer les données scientifiques obtenues.
Le coût de fonctionnement de l'ELT est évalué à 50 millions d'euros par an en incluant les investissements nécessaires pour améliorer les instruments existants et en fabriquer de nouveaux ainsi que la gestion du télescope depuis le site de Garching.
Une installation importante du nouvel observatoire est le centre technique de l'ELT, un batiment de 6500 m² édifié sur le site de l'observatoire de Paranal. C'est dans ce batiment que seront stockés, en attendant leur assemblage, les 798 segments du miroir primaire et que le revêtement réfléchissant sera appliqué sur ces segments ainsi que sur les miroirs M2 et M3. Une fois le télescope en activité, il est prévu de renouveler le revêtement réfléchissant des segments tous les 18 mois ce qui implique que chaque jour deux segments du miroir subiront cette opération .

## Pays contributeurs
Les principaux pays contributeurs (conception des instruments et construction du télescope) sont l'Allemagne, l'Italie, l'Espagne, le Chili, le Royaume-Uni et la France. Le plus gros contrat industriel (400 millions €) est passé avec les sociétés italiennes Astaldi (Astaris) et Cimolai  et leur sous-contractant EIE Group qui doivent fournir la structure du télescope ainsi que le dome. La réalisation de l'optique est confiée à la société allemande Schott et à la société française Reosc, filiale de Safran. Cette dernière est chargée du polissage des miroirs M1, M2 et M3. Reosc associé à Mersen Boostec prennent en charge la réalisation complète des miroirs déformable M4 et M5. La société espagnole Sener fournit la structure qui supporte les miroirs secondaire et tertiaire tout en corrigeant leur position et leur forme ainsi que la structure porteuse du miroir M5. Les sociétés française Fogale et  allemande Micro-Epsilon fournissent les capteurs utilisés pour le positionnement des segments du miroir primaire. Les actuateurs qui permettent de modifier la position et la forme des segments du miroir primaire sont fournis par la société hollandaise VDL ETG Projects B.V.. Les stations préfocales, équipements opto-mécaniques, sont fournis par la société espagnole IDOM,. La société chilienne SOSEA est chargée de la construction de la centrale photovoltaïque alimentant en énergie l'ELt et de la centrale fournissant l'air conditionné nécessaire pour maintenir le télescope à la température souhaitée. Les détecteurs des instruments MICADO, HARMONI et METIS sont fournis par la société américaine Teledyne. L'installation chargée d'effectuer le dépôt du revêtement en argent des segments du miroir primaire (coater) puis d'assurer son renouvellement est réalisée par la société belge AGC Glass Europe.
Les équipes scientifiques françaises sont responsables de l'instrument MOSAIC, co-responsables de l'instrument HARMONI et contribuent au développement des autres instruments. Les centres de recherche français impliqués sont :
- Laboratoire astrophysique, interprétation, modélisation » (AIM)
- Centre de recherche astrophysique de Lyon (CRAL)
- Laboratoire « galaxies, étoiles, physique, instrumentation » (GEPI)
- Institut de planétologie et d’astrophysique de Grenoble (IPAG)
- Institut de recherche en astrophysique et planétologie (IRAP)
- Laboratoire Lagrange
- Laboratoire d’astrophysique de Marseille (LAM)
- Laboratoire d’études spatiales et d’instrumentation en astrophysique (LESIA)
- Institut Univers, Temps-fréquence, Interfaces, Nanostructures, Atmosphère et environnement Molécules (UTINAM).

## Galerie

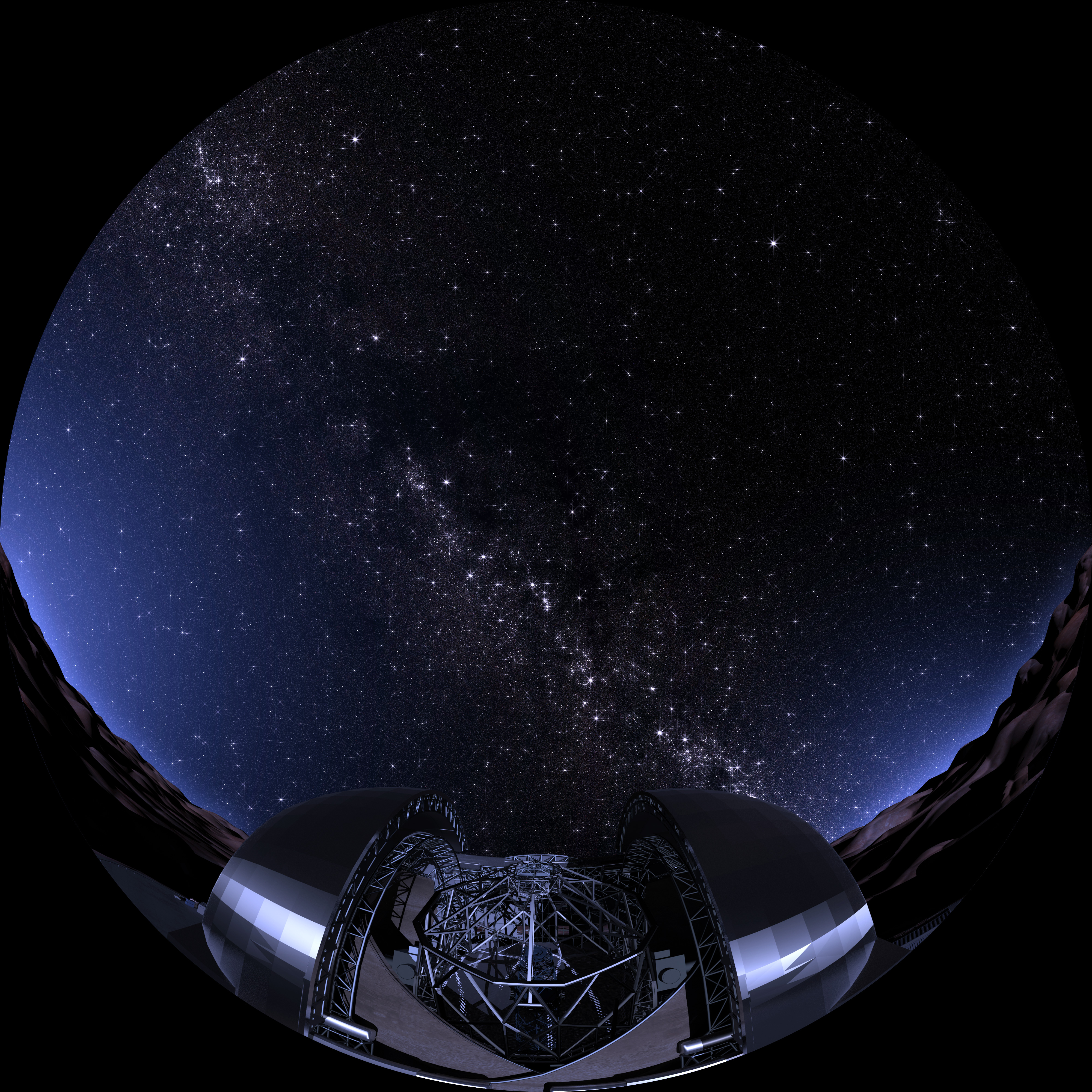
Vue artistique de nuit du télescope E-ELT[82].
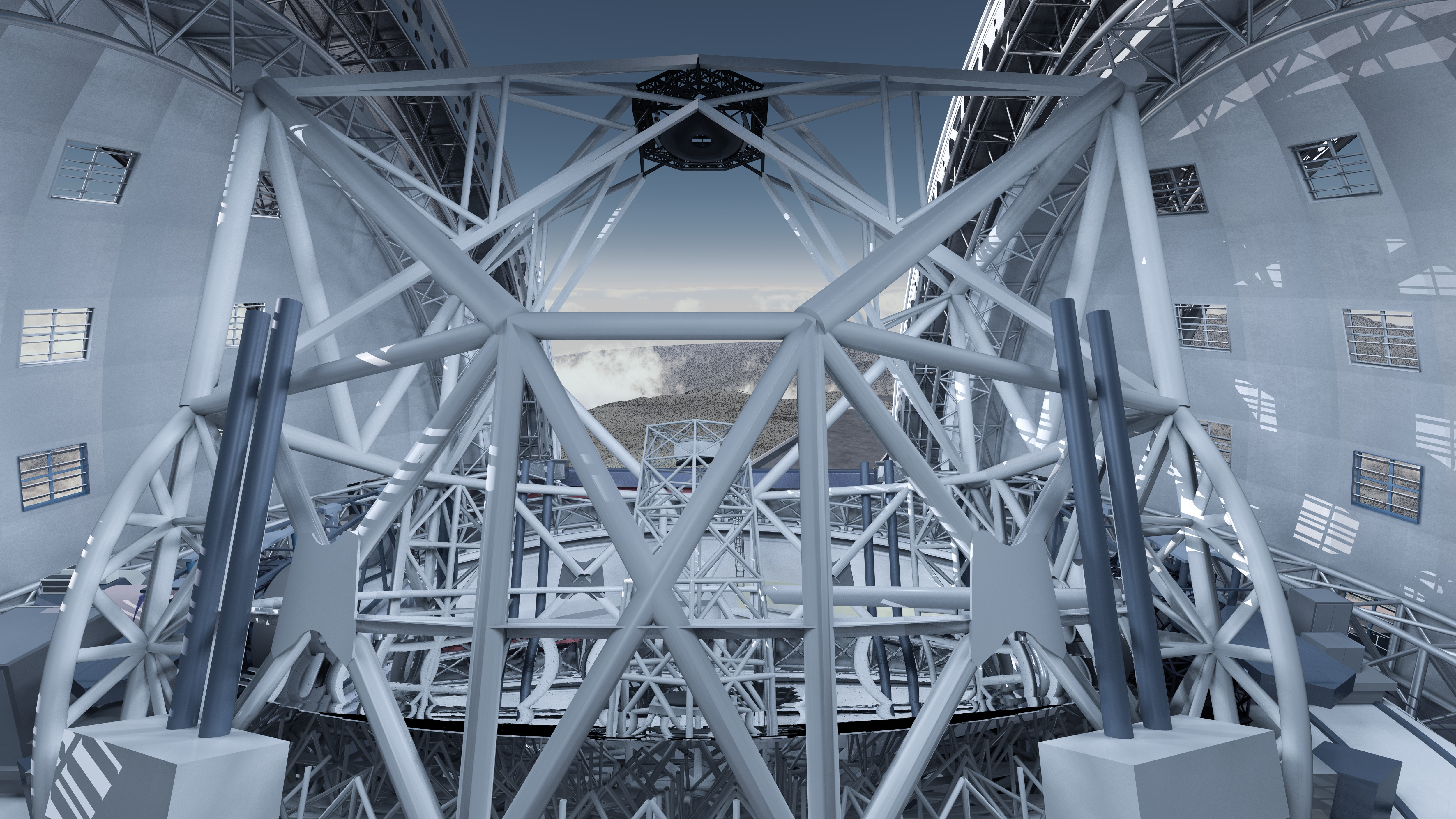
Maquette de la gigantesque structure entourant l'ELT.
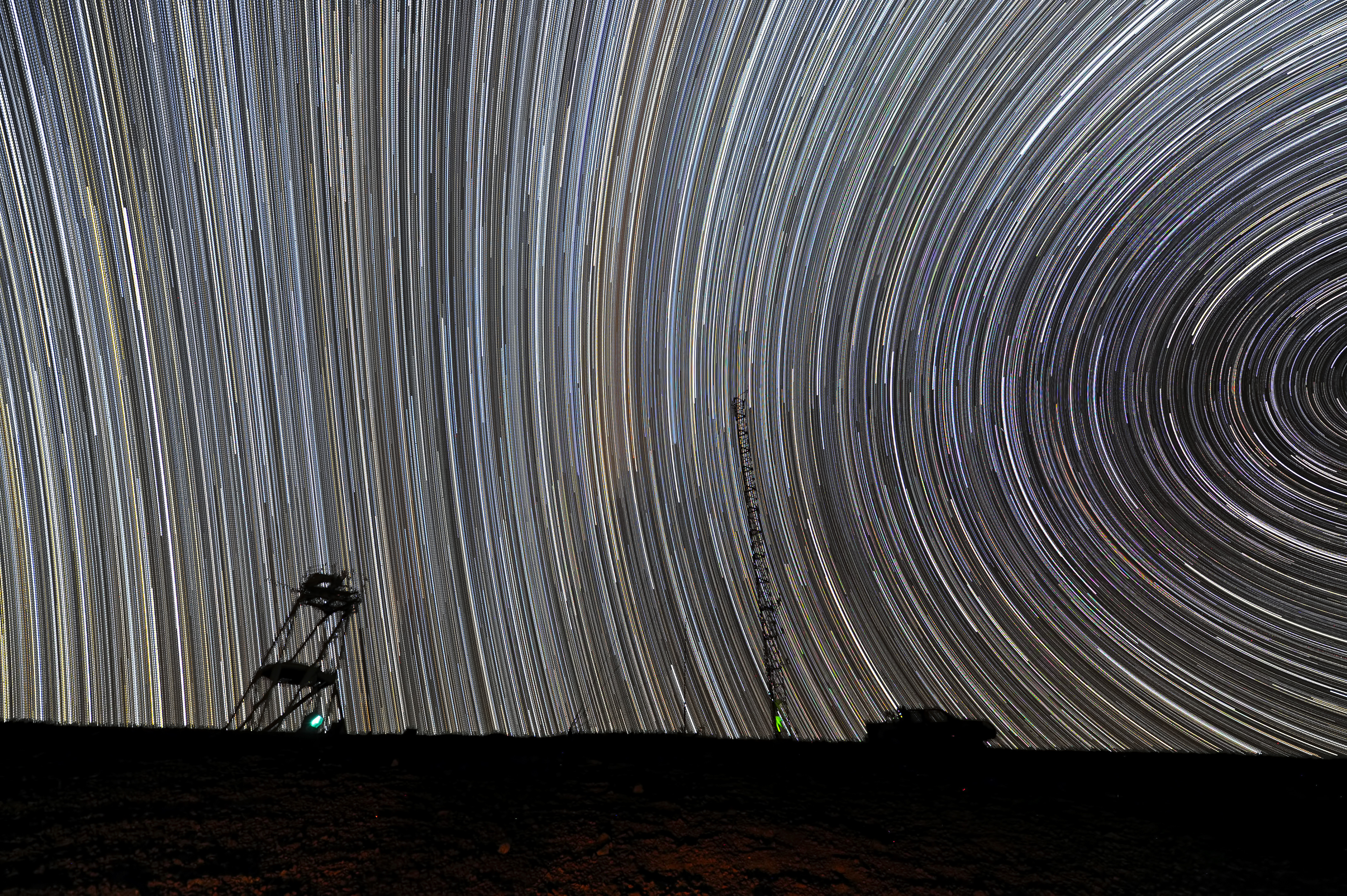
Photographie à très longue pose du ciel nocturne sur le site du Cerro Armazones où sera implanté l'ELT.